# Wollnashorn
Das ausgestorbene Wollnashorn (Coelodonta antiquitatis), auch Wollhaarnashorn oder Fellnashorn genannt, war eine in den eiszeitlichen Kältesteppen zwischen Westeuropa und Ostasien während des Mittel- und Jungpleistozäns verbreitete Art der Nashörner. Es gehört zur Gruppe der Dicerorhinina, eurasischer Nashörner mit zwei Hörnern, von denen heute nur noch das Sumatra-Nashorn (Dicerorhinus sumatrensis) existiert.
Das Wollnashorn war neben dem Wollhaarmammut eines der Charaktertiere der eiszeitlichen Landschaften. Mit seinem deutlich tiefhängenden Kopf und den hochkronigen Backenzähnen war die Nashornart sehr gut an die harte Grasnahrung der Steppen angepasst. Aufgrund zahlreicher Fossilfunde, aber auch mumifizierter Kadaver aus dem Permafrostboden Sibiriens, ist die weitere Lebensweise sehr gut bekannt. Darüber hinaus wurden Wollnashörner von frühen Jäger- und Sammlergruppen in Höhlenmalereien sowie als Gravuren auf Stein und Knochen und als kleine Statuetten dargestellt.
Die Nashornart starb am Ende des Pleistozäns vor rund 12.000 Jahren im Zuge der quartären Aussterbewelle zusammen mit zahlreichen anderen größeren Tierarten aus. Im Jahr 2021 untersuchte DNA-Reste in Sedimenten legen nahe, dass das Wollnashorn im nordöstlichen Sibirien noch bis ins frühe Holozän vor etwa 9800 Jahren überlebt haben könnte.

## Verbreitung und Lebensraum

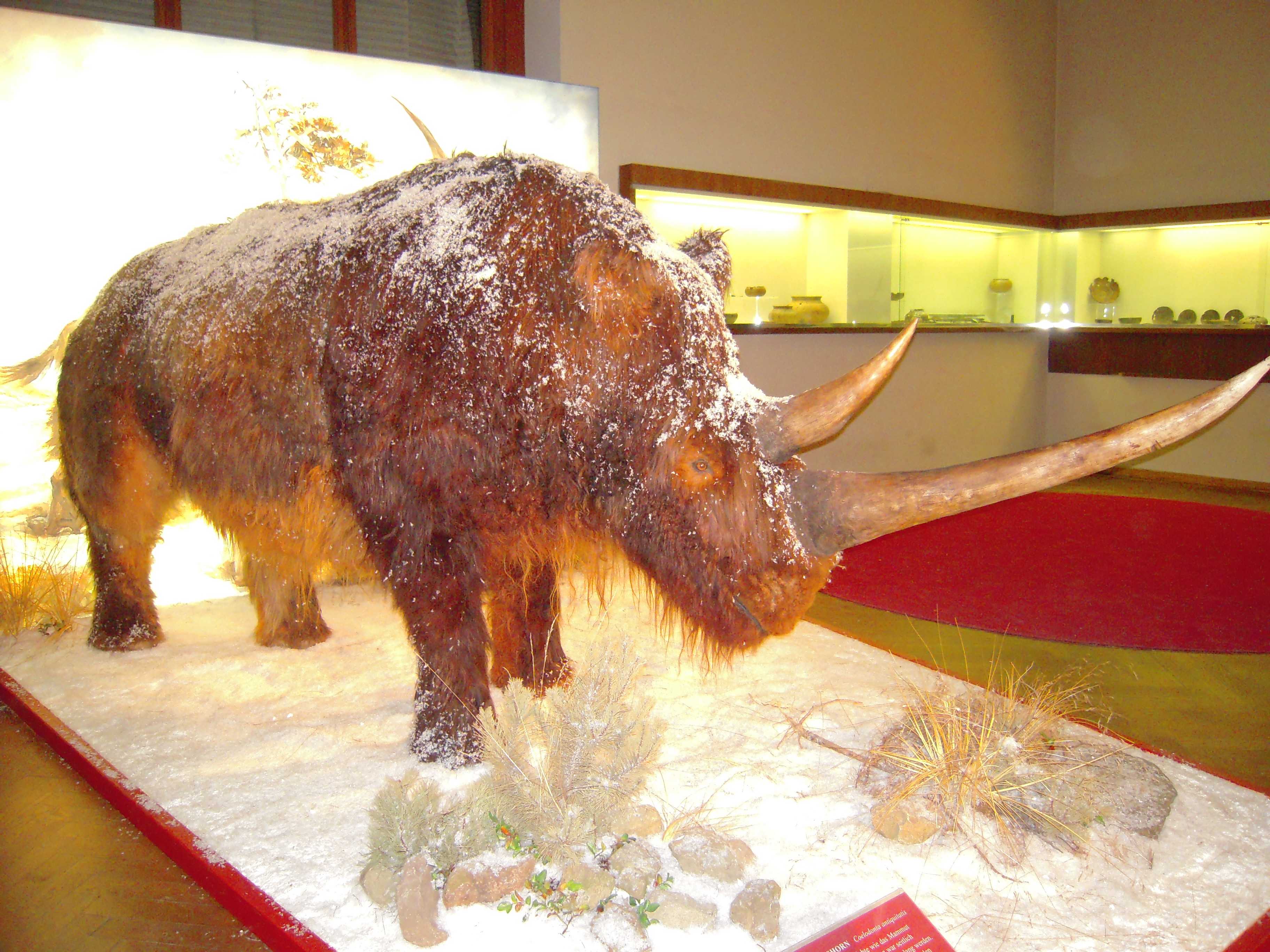
Lebendrekonstruktion eines Wollnashorns im Naturhistorischen Museum Wien

### Verbreitung in Raum und Zeit

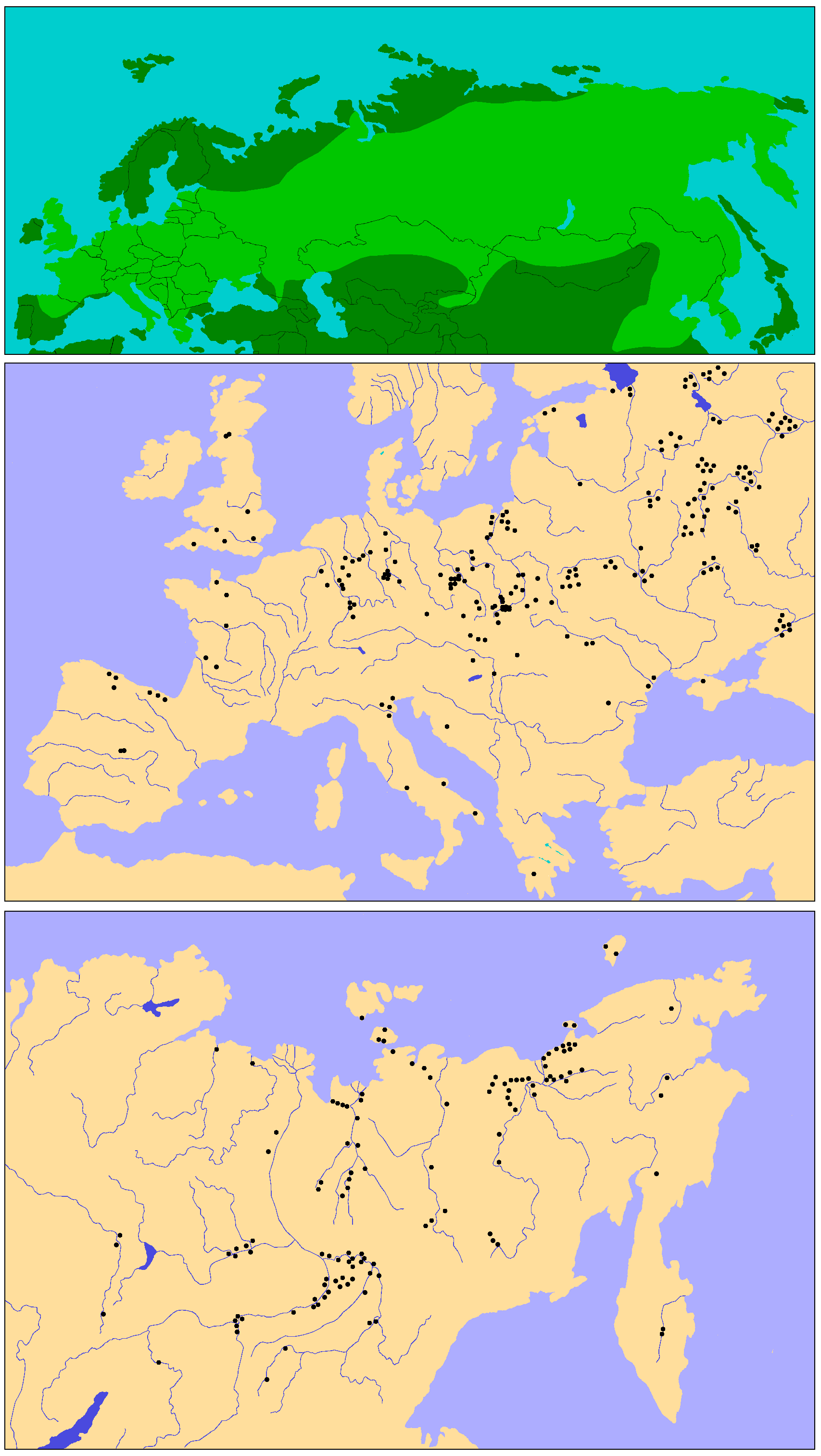
Verbreitungsgebiet des Wollnashorns, oben: gesamtes Verbreitungsgebiet in Eurasien während der Weichsel-Kaltzeit, darunter: Verbreitung in Europa (Mitte) und Nordostasien (unten) mit Darstellung wichtiger Fundorte (schwarze Punkte)

Nachbildung eines Wollnashorns in den Senckenberg Naturhistorischen Sammlungen Dresden

Als kälteangepasstes Tier bevorzugte das Wollnashorn hauptsächlich boreales Klima und bewohnte die Steppen des nördlichen Eurasiens. Das Kerngebiet lag damit weitgehend im nördlichen Teil Innerasiens (vermutlich in Transbaikalien), im südlichen Sibirien und in der Mongolei. Es ist aber mangels sicher datierten Fundmaterials schwer einzugrenzen. Während der Kaltzeiten des Pleistozäns dehnte das Wollnashorn häufig seinen Lebensraum von diesen Kerngebieten ausgehend weit nach Süden, Südwesten und Südosten aus. Einer der frühesten Nachweise der Nashornart stammt aus dem Nordosten Chinas von der Fundstelle Zhoukoudian und ist mehr als 500.000 Jahre alt; die Art trat dort allerdings nur kurzfristig und möglicherweise im Zuge einer frühen Erweiterung des Lebensraums auf. Zu einer ersten, weit umfangreicheren Expansionsphase kam es im Verlauf der Elster-Kaltzeit (vor etwa 400.000 bis 320.000 Jahren), während der das Wollnashorn erstmals in Mitteleuropa erschien. So erreichte es unter anderem Mitteldeutschland und ist im Harzer Gebiet nachgewiesen. Im Ausklingen dieser Vereisungsphase zog sich das Wollnashorn wieder in seine ursprünglichen östlicheren Gefilde zurück.
Eine weitere Expansionsphase erfolgte während der Saale-Kaltzeit (vor 300.000 bis 126.000 Jahren). Zu jener Zeit drang das Wollnashorn bis nach Frankreich und auf die Britischen Inseln vor und erreichte im nördlichen Teil der Iberischen Halbinsel und in Rumänien seine südlichsten Grenzen. Ebenso ist es erstmals an den Flussläufen von Don und Wolga nachgewiesen. Aber auch zum Ende dieser Kaltzeitphase verließen die Populationen ihre neugewonnenen Lebensräume wieder.
Mit dem Ausklingen der Eem-Warmzeit und dem Beginn der Weichsel-Kaltzeit (vor 115.000 bis 11.700 Jahren) dehnte das Wollnashorn sein Refugium von Innerasien erneut weit nach Süden aus und erreichte in dieser Phase sein größtes Verbreitungsgebiet, das gleichzeitig das größte zusammenhängende Territorium war, das je von einer ausgestorbenen oder noch lebenden Nashornart besiedelt wurde. So drang es im westlichen Eurasien bis auf die Iberische, die Apennin- und die Balkanhalbinsel bzw. die Peloponnes vor und erreichte hier seine äußerste südliche Verbreitungsgrenze bei etwa 37 bis 40° nördlicher Breite. Ebenso ist sein Vorkommen im Kaukasus und in Zentralasien (Kasachstan, Kirgisistan) belegt. Im östlichen Eurasien sind Funde aus dem Nordosten Chinas und von der Koreanischen Halbinsel bekannt; in China drang die Art sogar bis zum 33. nördlichen Breitengrad vor, während die östlichsten Fundpunkte auf Kamtschatka liegen. Gleichzeitig kam es auch zu einer Nordexpansion, in deren Zuge das Wollnashorn nach Jakutien bis zur Kolyma und zur Wrangel-Insel vordrang.
Somit umfasst das Verbreitungsgebiet während seiner Maximalausdehnung fast das gesamte nördliche Eurasien; die besiedelte Fläche wird mit ungefähr 23,7 Millionen Quadratkilometern angegeben. Ausgenommen bleiben die Regionen, die zu jener Zeit eisbedeckt waren (Fennoskandinavien, Nordosteuropa, Nordwestasien). Bemerkenswert ist aber, dass das Wollnashorn nicht – oder nur sehr vereinzelt – im äußersten Nordosten Asiens auftrat und somit die Beringbrücke nicht erreichte, was notwendig gewesen wäre, um nach Amerika vorzudringen. Warum dies dem Wollnashorn nicht gelang, obwohl andere Tierarten wie das Wollhaarmammut, der Bison und letztendlich der Mensch diese Hürde zur selben Zeit nahmen, ist nicht vollständig klar. Einige Forscher spekulieren, dass die Tierart dennoch in geringer Zahl die Beringbrücke überwand und lediglich belegende Funde in Alaska fehlen. Die amerikanischen Eisschilde, die den weiteren Weg nach Süden versperrten, überquerte es ihrer Ansicht nach sicher nicht. Man nimmt seit längerem an, dass das Wollnashorn nur in klimatisch günstigen Phasen, die offensichtlich durch eine stärkere Durchfeuchtung der kaltzeitlichen Landschaften Beringias gekennzeichnet waren, in nordostasiatische Gebiete vordrang. Wahrscheinlich wirkte dann aber die Ausbildung stehender Gewässer auf dem Permafrostboden oder bestimmte Niederschlagsbedingungen einer weiteren Ostexpansion entgegen, sodass eine Migrationsbarriere für das an trockenes Klima angepasste Tier entstand. Dies ließ sich auch durch eine Studie aus dem Jahr 2021 bestätigen, wonach das Wollnashorn hauptsächlich in den klimatisch günstigeren Abschnitten der letzten Kaltzeit weiter nach Nordosten vordrang, sich aber in den kaltklimatischen Abschnitten zurückzog, so auch während es Höhepunktes des letzten Eisvorstoßes. Dadurch ließen sich für den Zeitraum von vor 51.000 bis 14.000 Jahren vor heute drei Wellen der Expansion Richtung Beringia in Interstadialphasen nachzeichnen, unterbrochen von Perioden des lokalen Verschwindens während der Stadiale. Das Wollnashorn hatte dadurch wohl eine engere ökologische Toleranzbreite als etwa das Wollhaarmammut und kam mit weniger harschen Klimabedingungen besser zurecht. Weitere Studien zu den ökologischen Bedingungen der Beringbrücke während der letzten Vereisungsphase unterstützen die Ansicht eines dadurch nicht erfolgten Ausbreitens Richtung Nordamerika, wobei neben einem feuchteren Klima möglicherweise auch ein schlechteres Nahrungsangebot ursächlich dafür war, dass das Wollnashorn die Überquerung der Beringbrücke mied.

### Lebensraum
Das Wollnashorn lebte überwiegend in Flachlandgebieten, kam aber auch auf Hochflächen und Plateaus vor. Höhere Gebirgsregionen scheint es aber aufgrund der Unzugänglichkeit gemieden zu haben. Seine Hauptlebensräume waren dadurch die weiten Tiefländer und Flussniederungen. Höhere Lagen hat die Tierart nur in für sie günstigen Klimaphasen aufgesucht. Weiterhin war sie an weitgehend offene Landschaften mit trockenem bis aridem Klima gebunden.
Ein wichtiger und klassischer Lebensraum des Wollnashorns war die Mammutsteppe Eurasiens. Charakteristisch für diese Steppenform, die es in dieser Form heute nicht mehr gibt, waren ausgedehnte, fast baumlose Gras- und Buschlandschaften, die aufgrund der hohen Sonneneinstrahlung über eine arten- und nährstoffreiche Vegetation verfügten. Diese Mammutsteppe wurde vom Mammuthus-Coelodonta-Faunenkomplex bewohnt, der im Jungpleistozän seine größte Ausdehnung erreichte. Neben dem Wollnashorn waren auch das mit namengebende Wollhaarmammut, der Riesenhirsch, das Ren, die Saiga-Antilope und der Bison weitere wichtige Begleitelemente dieser Fauna.
Aufgrund des großen Verbreitungsgebietes koexistierte das Wollnashorn auch häufig mit anderen Nashornarten. In den ausgehenden Warmzeiten, als das Wollnashorn langsam in die europäischen Gebiete vordrang, teilte es sich seinen Lebensraum teilweise mit dem Steppennashorn (Stephanorhinus hemitoechus), in Osteuropa und Westasien trat es zusammen mit Elasmotherium auf. Im ostasiatischen mittelpleistozänen Nord-Tsingling-Faunenkomplex waren frühe Vertreter des Wollnashorns mit dem Waldnashorn (Stephanorhinus kirchbergensis) vergesellschaftet.

### Klimatische Anpassung

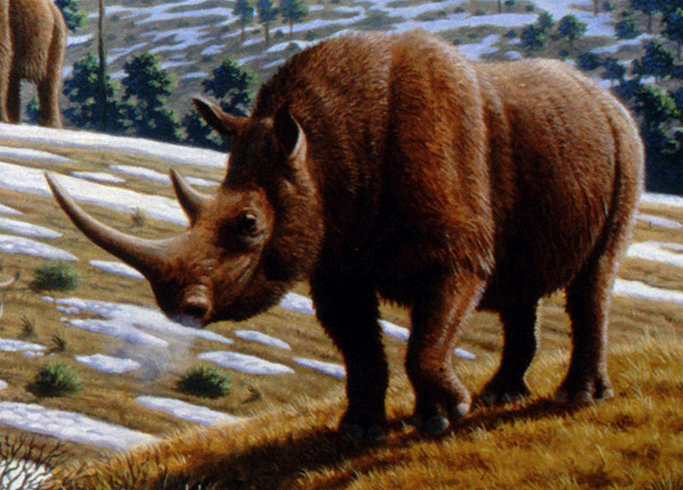
Lebendrekonstruktion (Illustration)

Das Wollnashorn wird allgemein neben dem Wollhaarmammut als das klassische Tier der kaltzeitlichen Steppen Eurasiens angesehen. Die Vorstellungen über diese Tierart werden dabei hauptsächlich durch die Funde im sibirischen Permafrost und die Lagerung in hauptsächlich kaltzeitlichen Sedimenten der letzten Kaltzeit geprägt. Somit wird ihre Anwesenheit auch als Marker für die klimatische Rekonstruktion einer Fundstelle genommen.
Der Ursprung des Wollnashorns liegt in den ariden Steppen des östlichen Zentral- und westlichen Ostasiens. Anpassungen an diese offene Landschaftsform zeigen die breiten, kurzen Gliedmaßen, aber auch die charakteristische Ernährungsweise mit den daraus resultierenden hochkronigen Zähnen und der tiefen Kopfhaltung. Diese Merkmale waren schon in unterschiedlichem Grad bei seinen direkten Vorfahren ausgebildet. Einige Paläontologen argumentieren aber, dass das Wollnashorn nicht vollständig an die glazialen Bedingungen angepasst war. Als Hinweise dafür wird die im Vergleich zum Wollhaarmammut nicht so hohe nördliche Verbreitung angesehen ebenso wie die Tatsache, dass es nicht den Übertritt nach Amerika schaffte. Vielmehr war diese Tierart nach Meinung jener Paläontologen an trocken-klimatische Verhältnisse gebunden, wie es ihr gehäuftes Auftreten in Transbaikalien zeigt. Dort herrschte während der Kaltzeiten ein sehr kontinentales Klima vor, welches ausgedehnte Steppen und teilweise Halbwüsten bedingte.
Trockene Klimabedingungen bewirkten auch, dass Vertreter des Wollnashorns im frühen Mittelpleistozän in Ostasien gelegentlich in warmklimatischen Abschnitten vorkamen, so unter anderem an der wichtigen frühmenschlichen Fundstelle Zhoukoudian bei Peking (hier teils als Unterart Coelodonta antiquitatis yenshanensis bezeichnet). Diese ostasiatischen Vertreter des Wollnashorns teilten sich ihren Lebensraum mit Palaeoloxodon namadicus, einer asiatischen Altelefantenart, dem Waldnashorn und teilweise auch mit dem Orang-Utan (Pongo). Auch in Europa ist das Wollnashorn gelegentlich in warmzeitlichen Ablagerungen des Mittel- und Jungpleistozäns nachweisbar. So wurde es in den mehr als 200.000 Jahre alten Ablagerungen von La Fage (Frankreich) dokumentiert, wo es in einer Waldsteppe lebte. Weitere Beispiele sind Funde des Wollnashorns aus den oberen Travertinen von Ehringsdorf (Thüringen) und von Neumark-Nord 1 im Geiseltal. An letzterer Fundstelle, die der Eem-Warmzeit oder der nächstälteren Warmzeit zugerechnet wird, ist anhand makroskopischer Pflanzenreste ein stark kontinentales Klima rekonstruierbar, das seine heutigen ökologischen Äquivalente im Alföld oder in den südrussischen Steppenräumen findet. Im englischen Crayford wurde das Wollnashorn für den gleichen warmklimatischen Zeitraum nachgewiesen. Die Tierart tolerierte offensichtlich nicht nur boreales Klima, sondern kam auch mit wärmeren Klimaten zurecht, ihr Auftreten in den mittel- und jungpleistozänen Warmzeiten war aber wohl an kühlere oder sehr trockene Phasen gebunden.
Während der Weichsel-Kaltzeit erreichte das Wollnashorn aufgrund seines riesigen Ausbreitungsgebiets nicht nur den hohen Norden Sibiriens, es besiedelte auch weit in den Süden reichende Landschaftsräume. So war das Wollnashorn in der zweiten Hälfte der Weichsel-Kaltzeit über weite Teile Südeuropas verbreitet, wodurch sich sein Areal teilweise auch mit den Rückzugsräumen einiger warmzeitlicher Faunenelemente überschnitt. So ist das Wollnashorn unter anderem in sandigen Ablagerungen bei Ingarano (Süditalien; Schicht b) zusammen mit dem Europäischen Waldelefanten und dem Flusspferd überliefert.

## Funde

### Fundstellen allgemein

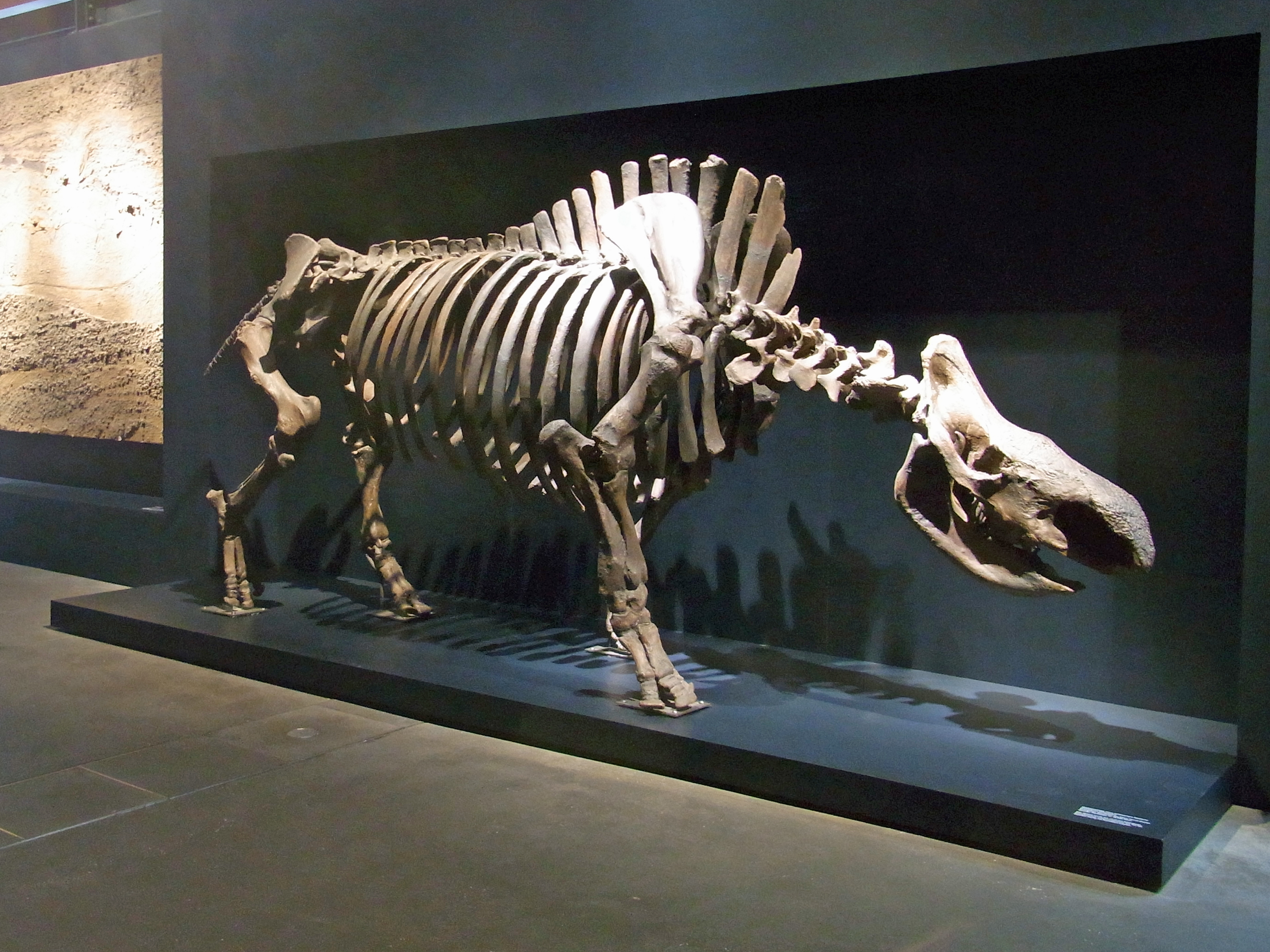
Montiertes Wollnashornskelett, gefunden bei Bauarbeiten im Rhein-Herne-Kanal und ausgestellt im Ruhr Museum in Essen

Funde vom Wollnashorn gehören in Eurasien zu den häufigsten Fossilfunden pleistozäner Tierarten. Die meist isolierten Knochen und Zähne stammen überwiegend aus Kies-, Sand- und Tongruben, die ehemalige Flussläufe oder Seeufer anzeigen. Darüber hinaus sind Funde teilweise auch aus Höhlen bekannt. Zudem werden Überreste von Wollnashörnern immer wieder submarin aus Schelfmeeren, wie der Nord- und Ostsee, geborgen, die während der Kaltzeiten phasenweise trocken lagen. Allein in Polen sind mehr als 50 Fundstellen bekannt, während die Art in Spanien an wenigstens 20 Stellen registriert wurde. Von etwas mehr als einem halben Dutzend Orten ist sie auch aus Italien bekannt. Im östlichen Eurasien stellt das Wollnashorn allein in China mit mehr als 70 Fundplätzen die häufigste aller dort bekannten fossilen Nashornarten, die mehr als 60 Taxa von Eozän bis Pleistozän umfassen, dar.
Auch in Deutschland ist das Wollnashorn mit einer hohen Funddichte vertreten, die allein in Westfalen mehr als 30 bekannte Fundorte einschließt. Allerdings sind artikulierte Skelettreste oder gar vollständige Skelette äußerst selten. Eines der frühesten gefundenen Skelette stammt aus Pohlitz (Thüringen) und ist heute im Museum für Naturkunde in Gera (ebenfalls Thüringen) ausgestellt. Ein weiteres konnte in einer Kies- und Sandgrube bei Petershagen (Nordrhein-Westfalen) geborgen werden und umfasst 66 Skelettelemente inklusive Schädel; es befindet sich heute im Naturkundemuseum Bielefeld. Ein drittes ehemals artikuliertes Skelett aus der Bayerischen Staatssammlung für Paläontologie und Geologie in München wurde während des Zweiten Weltkrieges zerstört. Zahlreiche weitere montierte Skelette, so zum Beispiel im Geologisch-Paläontologischen Museum der Westfälischen Wilhelms-Universität in Münster, im Museum für Ur- und Ortsgeschichte, Eiszeithalle Quadrat Bottrop, oder im Ruhr Museum in Essen stellen dagegen meist Rekonstruktionen aus Skelettelementen mehrerer in der jeweiligen Region gefundener Tiere dar.

### Funde mumifizierter Kadaver

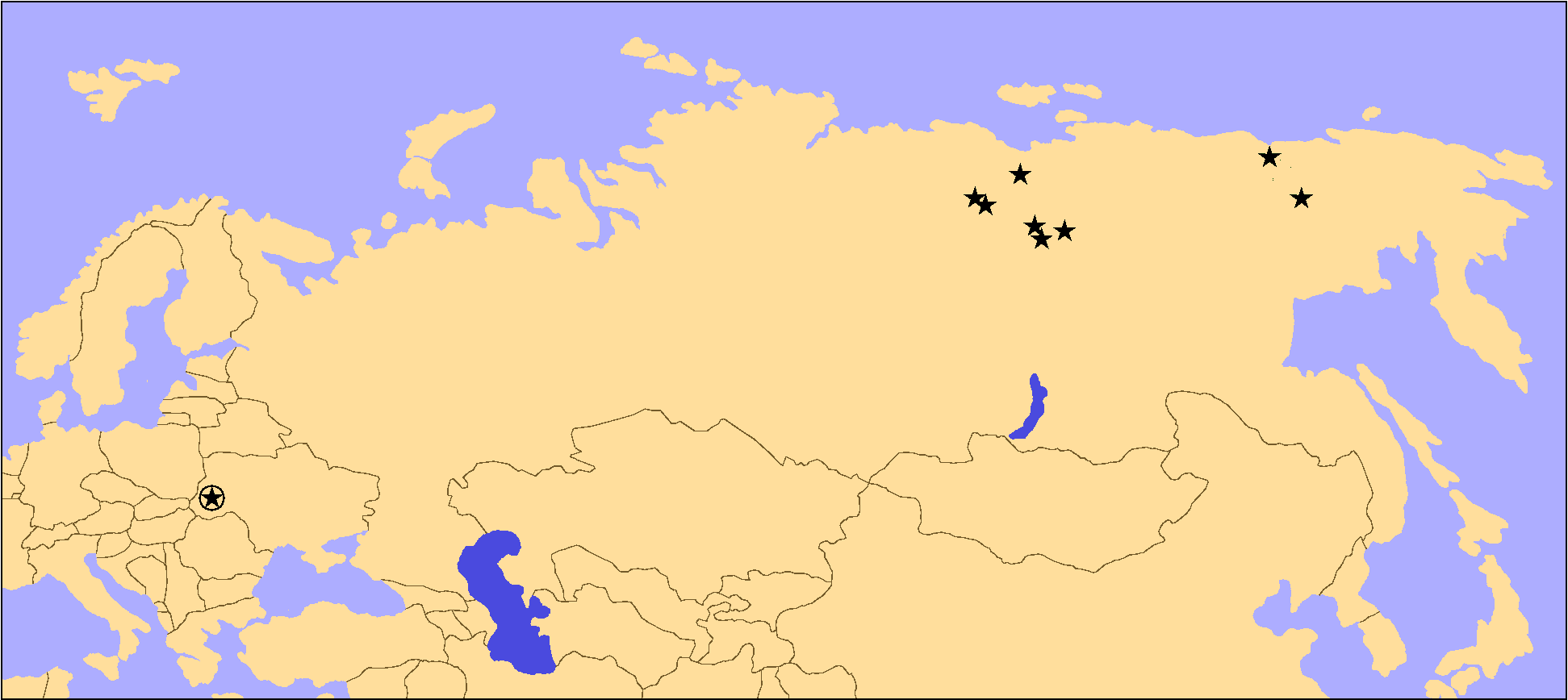
Fundstellen mumifizierter Kadaver des Wollnashorns, Stern: Kadaver in Permafrost, Stern im Kreis: Kadaver in Ölschiefer

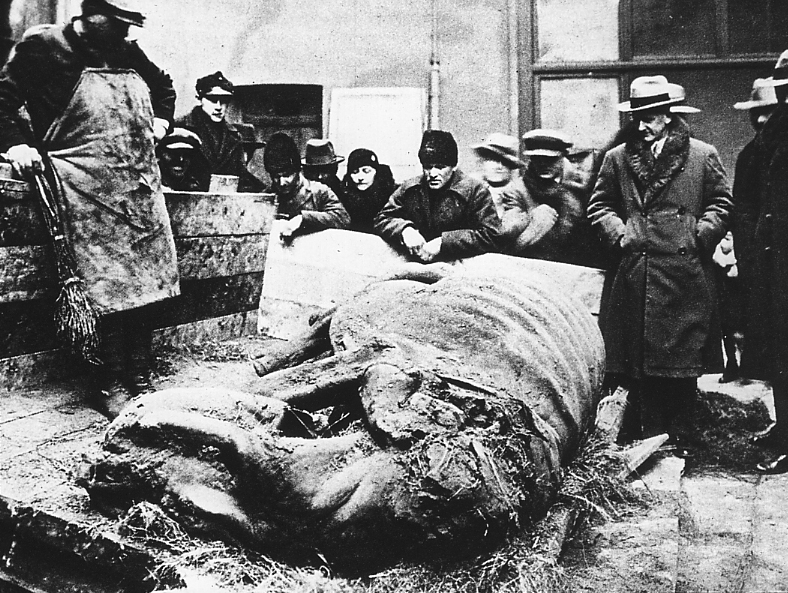
Fund eines mumifizierten Kadavers vom Wollnashorn in Starunia (heute Ukraine), 1929

Wie beim Wollhaarmammut liegen auch vom Wollnashorn im heutigen Permafrostgebiet konservierte Kadaver vor, die Aufschluss über die Weichteilanatomie geben. Mit rund einem halben Dutzend wissenschaftlich registrierter Funde, die alle aus Jakutien stammen und in die letzte Kaltzeit datieren, sind diese aber weitaus seltener als beim Mammut. Einer der ersten bekannt gewordenen gefrorenen Kadaver wurde 1771 am Fluss Wiljui entdeckt. Im Jahr 1858 kam ebenfalls am Wiljui in sandigen Ablagerungen ein nahezu vollständiges Skelett mit teilweise konservierten Hautresten zum Vorschein. Nur wenige Jahre später, 1877, entdeckte ein sibirischer Händler eine Nashornmumie am Fluss Chalbui, einem Nebenfluss des Bytantai, von dem er aber nur wenige Teile, unter anderem den Kopf mit gut erhaltener Hautkonservierung, bergen konnte; der Rest des Skelettes wurde im folgenden Frühjahrshochwasser weggespült.
Zu den bedeutendsten und aufschlussreichsten Funden ist jener von Tschuraptscha zwischen den Flussläufen der Lena und der Amga aus dem Jahr 1972 zu zählen. Wurden zunächst bei Tiefbauarbeiten nur einzelne Schädel- und Rippenfragmente gefunden, kam bei weiteren Untersuchungen im gleichen Jahr in einer Tiefe von rund 2,5 bis 3,6 m im gefrorenen Boden ein fast vollständiges Skelett mit erhaltenen Weichteilen an den rechten Hintergliedmaßen zum Vorschein. Kurze Zeit später, 1976, fanden Schüler während eines Ausflugs am linken Ufer des Aldan einen Schädel, ein Horn, einzelne Wirbel und andere Nashornknochen. Nachuntersuchungen erbrachten ein teilweise erhaltenes Skelett, darunter den Schädel mit beiden Hörnern und Bezahnung, den Unterkiefer und Wirbel.
2007 wurde eine Eismumie am Unterlauf der Kolyma gefunden. Diese umfasst ein Skelett, von dem der Schädel und die linke Körperpartie erhalten waren, wobei sich Hautreste mit Haaren an den Gliedmaßen befanden. Noch jünger sind die Funde aus dem Flussbett der Großen Tschukotschja aus dem Jahr 2008, die ein nahezu vollständiges Skelett mit Schädel und beiden Hörnern umfassen. Im selben Jahr wurden teils mumifizierte Nashornreste von einem örtlichen Bewohner nahe der Amga entdeckt und 2009 und 2010 in einer zweijährigen Grabung fachmännisch geborgen. Dabei kamen Beckenknochen, Vorder- und Hintergliedmaßen nebst Finger- und Zehenknochen, Schwanzwirbel und Rippen zum Vorschein.
Im September 2014 wurde an einem namenlosen Nebenfluss des Semjuljach-Flusses im jakutischen Abyjski ulus die Eismumie eines Jungtieres gefunden. Die bereits aus dem Permafrost herausgetauten Teile waren aufgrund von Tierfraß nicht mehr erhalten. Aus dem Permafrost konnten noch der Kopf mit Fell und Horn sowie Teile der Weichteilpartien geborgen werden. Die beiden Finder übergaben ihren Fund der Akademie der Wissenschaften von Jakutien. Nach deren erster Einschätzung sind die Überreste gut erhalten. Das Alter des Jungtieres wird anhand der Kopf-Rumpf-Länge von etwa 172 cm auf 12 bis 18 Monate geschätzt. In relativer Nähe wurde im August 2020 im abtauenden Permafrost am Fluss Tirechtjach ein weiteres, etwa vier- bis viereinhalbjähriges Jungtier entdeckt. Der Kadaver ist zu 80 % erhalten, das Alter beträgt 36.543 bis 36.938 Jahre vor heute. Überliefert sind zudem die haselnussfarbenen Haare und das Horn. In unmittelbarer Umgebung waren zuvor zwei gefrorene Jungtiere des Höhlenlöwen dokumentiert worden.
Außerhalb Jakutiens und des heutigen Permafrostbereiches liegen zwei vollständige weibliche Wollnashörner und die Reste zweier weiterer Individuen aus Starunia (heute Ukraine) vor, die in einer Bitumen- beziehungsweise Ölschiefer-Grube gefunden wurden und ebenfalls der letzten Vereisungsphase zuzurechnen sind. Der erste Kadaver mit vollständigem Körper und Schädel sowie zwei unversehrten Hörnern kam 1907 zum Vorschein. Eine weitere Mumie wurde 1929 gefunden, die ebenfalls vollständig – diesmal aber ohne Hörner – war und zusammen mit den beiden anderen, nur teilweise erhaltenen Nashornresten entdeckt wurde. Beide Kadaver wiesen eine sehr gute Weichteilerhaltung auf, allerdings ohne überlieferte Fellbedeckung. Der zweite vollständige Kadaverfund ist als Dermoplastik im Naturhistorischen Museum in Krakau seit den 1930er Jahren ausgestellt.

## Merkmale

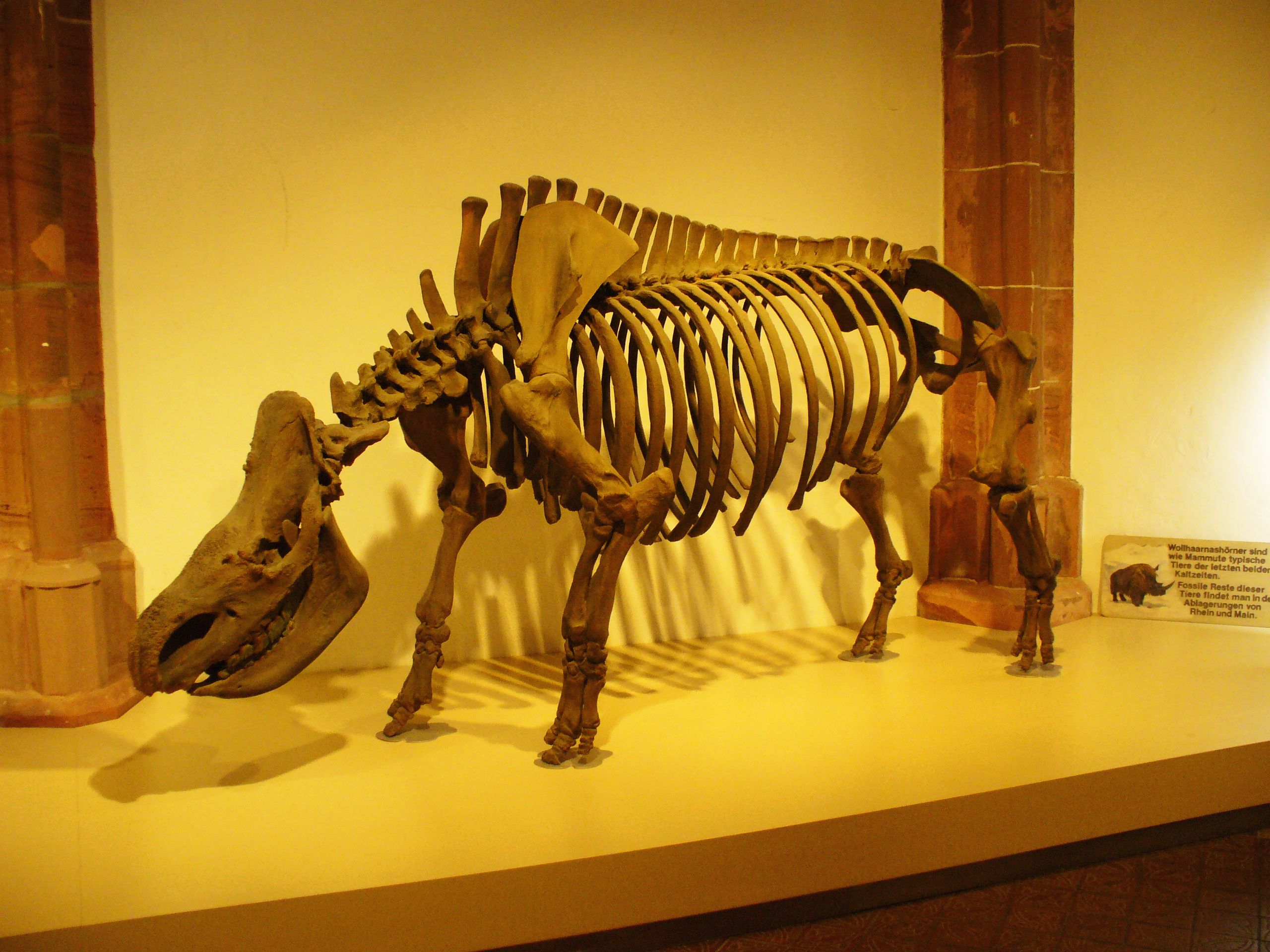
Skelett eines Wollnashorns ohne Horn

### Habitus
Informationen über den Körperbau, die Ernährungsweise und die Lebensgewohnheiten des Wollnashorns liegen wesentlich umfangreicher vor als zu jeder anderen pleistozänen Nashornart. Dies liegt daran, dass, neben isolierten Knochen- und Zahnfunden, gelegentlich auch vollständige Skelette überliefert sind; außerdem liegen im Permafrost Sibiriens konservierte Eismumien sowie in Salzlaugen und Ölschiefer erhaltene Kadaver und weiterhin Höhlenmalereien bzw. in Knochen und Steine geritzte Zeichnungen vor. Das Wollnashorn hatte eine Kopf-Rumpf-Länge von 340 bis 360 cm – hinzu kam noch ein rund 50 cm langer Schwanz –, erreichte eine Widerristhöhe von 150 bis 170 cm und besaß ein Körpergewicht zwischen 1,5 und 2,9 t. Weiterhin zeichnete es sich durch einen robusten Körperbau und kräftige, breite Gliedmaßen mit deutlich ausgeprägten Muskelansatzstellen aus, was als Anpassung an seine Lebensweise in offenen Landschaften angesehen wird. Zudem besaß das Wollnashorn einen hohen und stark ausgeprägten Nackenbuckel, ähnlich wie beim Breitmaulnashorn (Ceratotherium simum), der ihm eine charakteristische Körperumrissform gab. Wie außerdem die gefrorenen Kadaver zeigen, war es mit einem dichten Fell ausgestattet.

### Schädel- und Gebissmerkmale

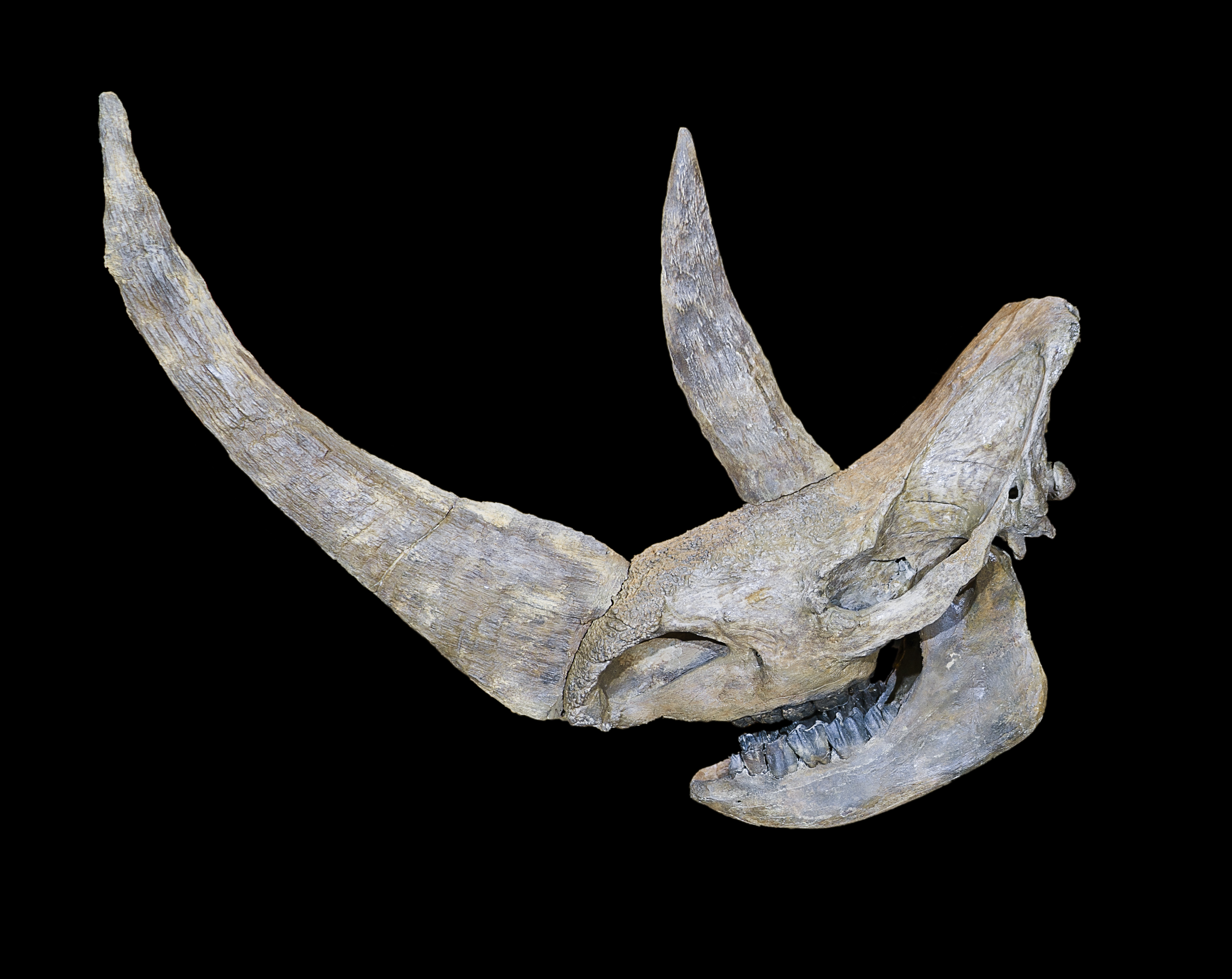
Schädel mit Hörnern

Der Schädel maß zwischen 70 und 90 cm und war sehr langgestreckt. Charakteristisch war das markant nach hinten herausgezogene Hinterhaupt, wodurch das Wollnashorn seinen Kopf deutlich schräg nach unten trug. In diesem Merkmal ähnelte es dem heutigen Breitmaulnashorn und seinem fossilen Verwandten, dem Steppennashorn, auch Elasmotherium hatte eine ähnliche Kopfhaltung. An dem stark verlängerten Hinterhauptsbein setzten kräftige Muskeln an, die zur Ausformung des bereits erwähnten Nackenbuckels beitrugen und notwendig waren, um den massiven Schädel zu halten.
Wie alle Dicerorhinina besaß das Wollnashorn zwei Hörner, welche sich auf der Nase und dem mittleren Schädelbereich befanden. Die Ansatzstellen am Knochen sind perl- oder blumenkohlartig geraut, die extensive Ausprägung dieser Oberflächenrauungen zeigt, dass das vordere Horn wesentlich größer als das hintere war. Das vordere Horn muss dabei auch im Vergleich mit anderen Nashornarten besonders groß ausgeprägt gewesen sein, da die Ausdehnung dieser Oberflächen die größten Werte innerhalb der Dicerorhinina-Gruppe erreichte und auch jene des Steppennashorns übertraf. Ein besonderes Merkmal ist die bei ausgewachsenen Individuen vollständig verwachsene Nasenscheidewand, die möglicherweise zur Stabilisierung des großen Hornes diente. Dies kommt auch bei stammesgeschichtlich älteren Formen von Coelodonta vor und in einem weniger ausgeprägten Maße bei der Schwestergruppe Stephanorhinus; bei den rezenten Nashornarten tritt eine derartige knöcherne Bildung nicht auf. Einzigartig für das Wollnashorn ist die Verwachsung des nach vorn gerundeten Nasenbeins mit dem Zwischenkieferknochen, was bei älteren Coelodonta-Arten – ebenso wie bei den heutigen Nashornvertretern – nicht der Fall ist.
Der Unterkiefer war sehr massiv und bis zu 60 cm lang, wobei der Unterkieferknochen bis zu 10 cm hoch wurde. Das Gebiss glich dem seiner fossilen Verwandten aus der Stephanorhinus-Linie, das heißt, es fehlten die Schneidezähne – diese kommen in der Regel nur im Milchgebiss vor und sind dort rudimentär ausgebildet –, während die Vorbackenzähne und Backenzähne jeweils dreifach je Kiefernbogen vorhanden waren. Dadurch wies das Wollnashorn folgende Zahnformel auf: {\displaystyle {\frac {0.0.3.3}{0.0.3.3}}}. Die Backenzähne waren sehr hochkronig; darin übertrafen sie noch jene des Steppennashorns und besaßen viel Wurzelzement. Bemerkenswert ist vor allem, dass der zweite Prämolar besonders grazil ausgebildet war.

### Hörner

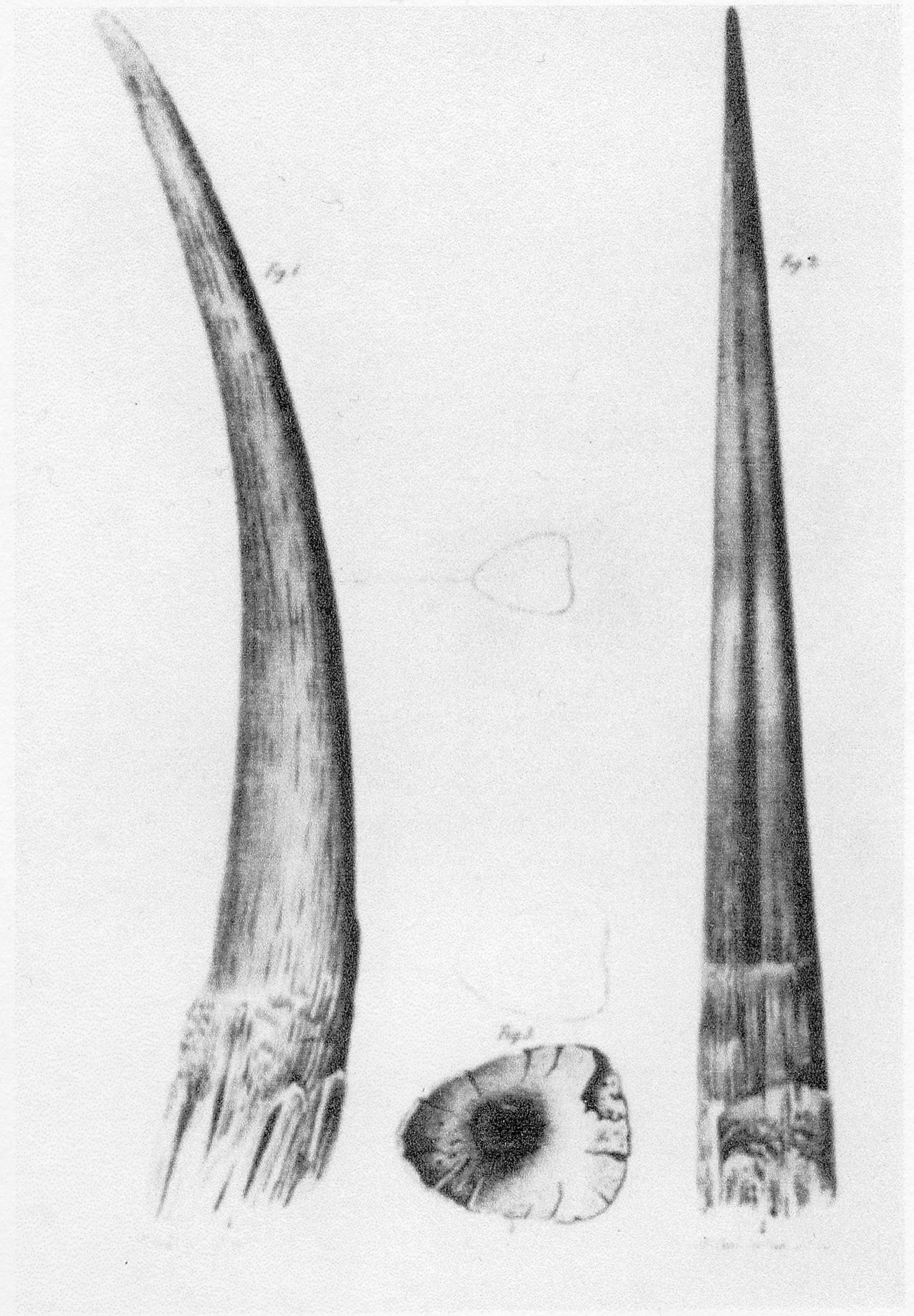
Fossiles Horn des Wollnashorns aus Jakutien, erstmals 1849 von Johann Friedrich von Brandt veröffentlicht

Die Hörner sind ebenfalls im gefrorenen Zustand überliefert, wobei häufiger das vordere größere Horn (Nasalhorn) erhalten ist. Dieses war in seiner Form deutlich geschwungen und erreichte Längen bis zu 90 cm, wobei die vordere, konvex (nach außen gewölbt) verlaufende Kante über den Bogen gemessen bis zu 123 cm lang war. Das Gewicht beträgt rund 11 kg. Auch das hintere Horn (Frontalhorn) ist gelegentlich konserviert überliefert. Dieses hatte einen häufig dreieckigen bis spitzovalen Querschnitt, war teilweise auch leicht gebogen und erreichte Längen bis zu 40 cm. Das Gewicht dieses Horns liegt bei etwa 4,5 kg.
Bemerkenswert ist, dass beide Hörner nicht rund im Querschnitt sind wie bei heutigen Nashornarten und wie es die gewucherten Ansatzstellen vermuten ließen, sondern eher seitlich gestaucht bis teilweise brettförmig flach erscheinen. Ob diese Form der ursprünglichen entspricht oder durch spätere Schrumpfungsprozesse entstand, war lange Zeit nicht geklärt. Zumindest die an der Hornbasis auftretenden Abplattungen können nach einigen Funden aus dem Permafrostgebiet auf spätere natürliche Deformationen während der Einbettung im Boden zurückgeführt werden. Die Vorderkante des Horns reicht bis an die Nasenspitze. Interessanterweise treten an ihr häufig starke Schleifspuren auf. Diese entstanden vermutlich dadurch, dass das Tier mit seinem vorderen Horn die Schneedecke wegschob, um an die darunter liegenden Pflanzen zu gelangen, oder aber bei der Nahrungsaufnahme und dem damit verbundenen Bodenkontakt das Horn einfach abwetzte.
Beide Hörner sind durch horizontale Bänder aufgebaut, deren Breite häufig variiert. Bisher wurden maximal 35 solcher Bänder an einem einzelnen Horn gezählt. Frühe Annahmen brachten diese Bänder mit Wachstumsphasen der Hörner in Verbindung, die bei Nahrungsknappheit unterbrochen wurden. Bei rezenten Nashörnern sind solche Hornbänder ebenfalls, aber weitaus seltener nachgewiesen. Neuere Untersuchungen zeigen, dass es sich bei den Bändern – ähnlich wie bei den Jahresringen der Bäume oder den konzentrischen Ringen der Elefantenstoßzähne – um jährliche Zuwachsraten handelt, wobei jedes Band aus zwei Teilen besteht: einem dunkleren Abschnitt, der die Sommermonate, und einem helleren Bereich, der die Wintermonate repräsentiert.
Ursprünglich dachte man, dass die Hörner, die aus dicken, in Längsrichtung zur Hornachse verlaufenden Keratinfäden (sogenannten Filamenten) bestehen, aufgrund ihrer großen Länge und ihres abgeflachten Querschnittes nicht zu Rivalenkämpfen eingesetzt wurden, da seitliche Scherkräfte leicht ein Abknicken ermöglicht hätten. Anhand rezenter Untersuchungen zur Hornstruktur des Wollnashorns wurde jedoch ermittelt, dass das Innere des Horns heterogen aufgebaut ist, wobei der Kern des Horns durch längere und dichter verwachsene Filamente deutlich härter ausgebildet ist als die äußeren Bereiche.

### Merkmale des Rumpfskelettes

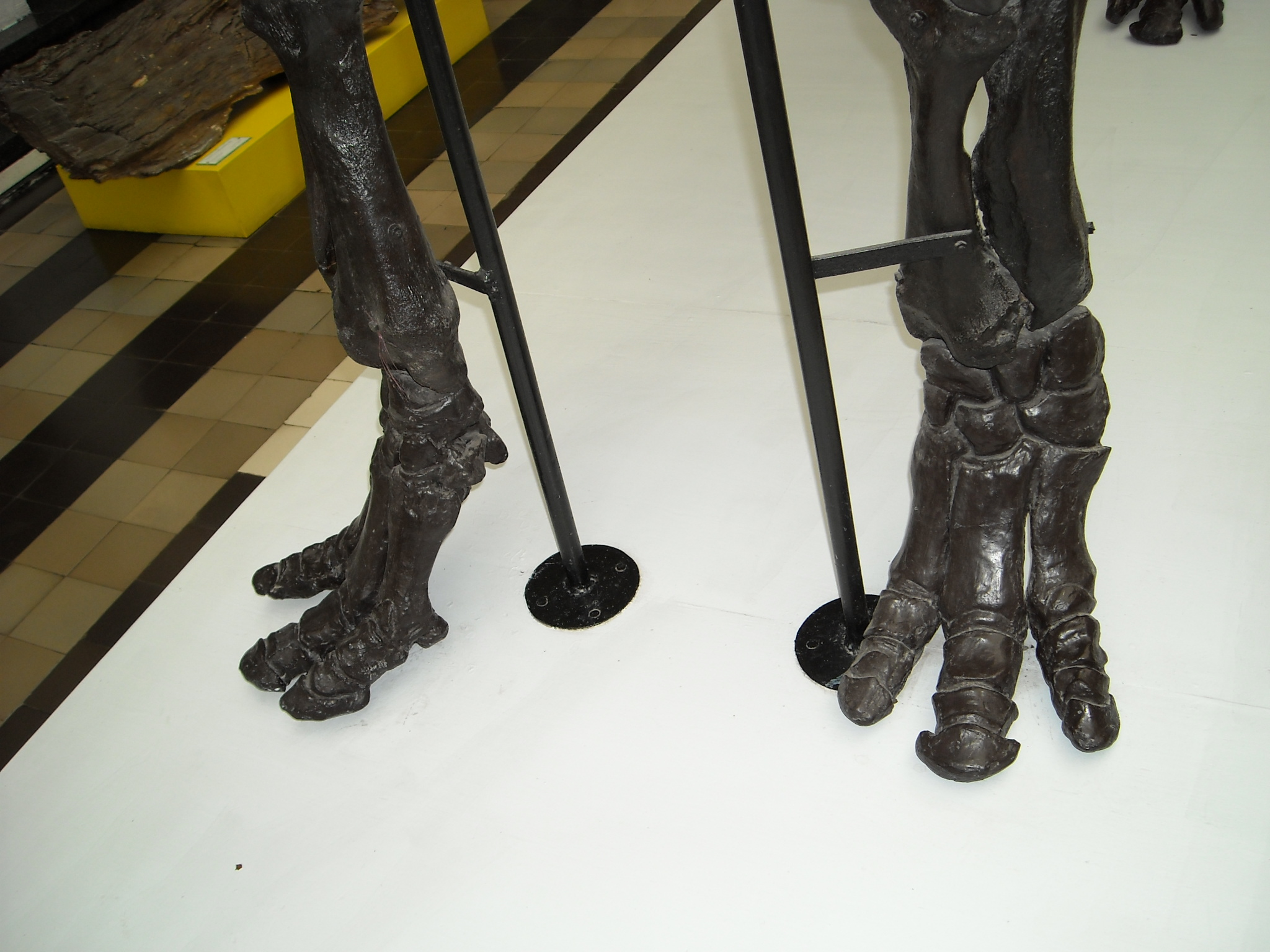
Vorderbeine des Wollnashorns mit den charakteristischen dreistrahligen Händen

Das Körperskelett ist aufgrund der zahlreichen Funde und vor allem der teils auch vollständigen Kadaver umfassend bekannt. Die Wirbelsäule bestand aus 7 Hals-, 18 Brust-, 4 Lenden- und 4 Kreuzbeinwirbeln. Vor allem die Halswirbel waren kurz und sehr hoch. Die vordersten Halswirbel waren massiv, der Dornfortsatz konnte hier bis zu 36 cm lang werden. Der Oberarmknochen war massiv und breit und mit 43 cm Länge nur etwas kleiner als jener eines heutigen Breitmaulnashorns. Der Gelenkkopf hob sich aber nur wenig vom Schaft ab. Eine noch größere Länge erreichte die Ulna mit 46 cm. Sie übertraf den Radius um das Anderthalbfache. Größter Langknochen war aber der Oberschenkelknochen mit 52 cm, dessen Schaft äußerst gerade verlief und in der Mitte einen zusätzlichen Trochanter für eine kräftige Beinmuskulatur besaß. Das Schienbein, welches 36 cm lang wurde, war teilweise mit dem Wadenbein verwachsen. Da jedoch beide Knochen recht häufig separat gefunden werden, weiß man, dass die Verwachsung erst recht spät in der Individualentwicklung der Tiere stattgefunden haben muss. Die Gliedmaßen endeten in jeweils drei Zehen, wie es auch typisch für die heutigen Nashörner ist. Besonders massiv war der Mittelstrahl (Metapodium III), der an der Hand (Mittelhandknochen) 16 cm lang und am Fuß (Mittelfußknochen) etwas kleiner war. Dabei besaßen die Schäfte eine gerade Form, während die seitlich innen und außen anliegenden Strahlen (je Metapodium II und IV) kürzer und leicht gekrümmt waren.

### Weichteilmorphologie
Vor allem die gut erhaltenen Funde aus Starunia erbrachten zahlreiche Erkenntnisse zur Gestaltung des Weichteilgewebes; weitere Hinweise wurden durch die Permafrost-Mumien hinzugefügt. Die Haut allgemein war sehr runzlig gestaltet, aber nicht wie bei einigen heutigen Arten segmentiert, dafür aber von den Haarfollikeln des Felles durchsetzt. Sie erreichte eine Dicke von 5 bis 15 mm, besonders dünn war sie am Schädel, ausgesprochen dick im Rumpfbereich. Charakteristisch war der Kopf, vor allem die Schnauzenpartie, die ein breites Maul mit einer Maulöffnung von bis zu 35 cm aufwies, ähnlich der des rezenten Breitmaulnashorns, sowie strangartige Lippen, welche die Schneidezähne ersetzten und zum Rupfen von Gras geeignet waren. Das Maul unterschied sich dadurch deutlich von dem der anderen rezenten Nashörner mit ihrer spitz gestalteten Oberlippe. Dies konnte sowohl bei den Funden von Starunia als auch bei jenem von 1877 am Chalbui-Fluss nachgewiesen werden. Ebenso wie beim Breitmaulnashorn befanden sich zahlreiche Falten um die Augen herum. Die Ohren lagen sehr weit hinten am Kopf, waren langschmal – bis zu 24 cm lang und 8 cm breit – und sehr spitz am Ende. Der markante, am Hinterkopf ansetzende Nackenbuckel entstand nicht nur durch die kräftigen Muskeln, die zur Stabilität des Schädels beitrugen, sondern diente auch als Fettspeicher, was ebenfalls besonders deutlich bei den Starunia-Funden untersucht werden konnte. Der Fettbuckel war bereits bei Kälbern ausgebildet wie die Eismumie vom Tirechtjach zeigt. Vergleichbar mit den heutigen afrikanischen Nashörnern zeigt die Haut am Körper kaum Falten. Der kurze Schwanz dagegen war an seiner Basis sehr breit, was eine Parallele zum Wollhaarmammut als Anpassung an kälteres Klima darstellt. Besonders gut kann das Fell an den jakutischen Eismumien beobachtet werden. Dieses bestand aus langen, stoppeligen Deckhaaren, die besonders an Nacken und Schultern gut ausgeprägt waren. Diese bedeckten eine dichte, isolierende Unterwolle. Das Fell an den Gliedmaßen war demgegenüber wesentlich kürzer. Unter den gefundenen Fellresten dominierten Haare mit rostbraunen Farben. Das im Jahr 2014 geborgene Kalb vom Semjuljach-Fluss besaß dagegen hell-aschgraues bis gelblich-blondes Haar, was zur Vermutung führt, dass Jungtiere eventuell ein helleres Fell aufwiesen als Alttiere. Zudem war das Fell bei Kälbern deutlich kürzer.

### Genetische Merkmale
Im Genom des Wollnashorns finden sich verschiedene Hinweise auf Anpassungen an kaltklimatische Bedingungen. Darunter fallen einzelne TRP-Kanäle wie TRPA1, welches Rezeptoren in der Haut aktiviert, die auf Umgebungskälte reagieren. Die dabei ausgestoßenen Proteine werden bei vielen Arten normalerweise durch das KCNK17, einer Variante der KCNK-Kanäle, unterdrückt, was bei diesen zu Kälteempfindlichkeit führt. Beim Wollnashorn ist KCNK17 aber durch eine Mutation funktionslos geworden, dessen Inaktivität trug somit wohl zur Kälteanpassung der Tiere bei. Ähnliche Mechanismen sind auch vom Wollhaarmammut bekannt.

## Paläobiologie

### Ernährungsweise
Zahlreiche anatomische Merkmale sprechen dafür, dass sich das Wollnashorn überwiegend grasend ernährte. Zu diesen Merkmalen gehören die schräge Haltung des Kopfes, die Hochkronigkeit der Zähne mit ihrem hohen Zementanteil und die grazile Ausbildung des zweiten Prämolaren. Weiterhin wurde eine häufig horizontale Abschleifung der Zähne beobachtet, was von der in Gräsern enthaltenen Kieselsäure verursacht wird. Weitere Hinweise bietet neben diesen skelettanatomischen Befunden die Erhaltung der Schnauzenpartie bei einigen Mumien.
Weiterhin konnten an Zähnen einzelner Wollnashörner Pflanzenreste und aus dem Tschuraptscha-Nashorn von 1972 auch fossile Mageninhalte gewonnen und analysiert werden, die die Annahme einer weitgehend grasfressenden Ernährung bestätigen und darüber hinaus zeigen, dass diese Tierart Büsche und Zweige nicht grundsätzlich verschmähte. So gehörten Süßgräser und Korbblütler wie Artemisia zu ihrem Nahrungsspektrum, ebenso wie Nadelgehölze, Weiden und Erlen. Im Jahr 2010 vorgenommene Isotopenuntersuchungen anhand fossiler Hörner zeigten weiterhin eine möglicherweise saisonabhängige Ernährungsweise. Die verschiedenen Wachstumszonen an den Hörnern ließen dabei unterschiedliche Nahrungsangebote vermuten. So ernährte sich das Wollnashorn im Sommer hauptsächlich grasend, während es im Winter teilweise Büsche und Zweige verzehrte.
Weitere Isotopenanalysen an 71 Individuen aus dem gesamten Verbreitungsgebiet, veröffentlicht im Jahr 2021, zeigen, dass die Ernährungsweise der Tiere über die letzten 15.000 Jahre ihrer Stammesgeschichte weitgehend stabil geblieben ist und überwiegend auf C3-Gräsern basierte. Es bestehen aber regionale Unterschiede in den einzelnen Isotopenprofilen, so zwischen dem westlich-zentralen Europa, dem östlichen Europa, dem westlich-zentralen Sibirien und dem nordöstlichen Sibirien. Dies spiegelt die variierenden landschaftlichen Verhältnisse wider, wodurch das Wollnashorn als durchaus flexibel in seinem Verhalten und als anpassungsfähig an unterschiedliche Habitate angesehen werden kann. Allen Regionen gemein sind wiederum Veränderungen in den Isotopenwerten während des maximalen Eisvorstoßes der letzten Kaltzeit vor rund 20.000 bis 16.000 Jahren. Möglicherweise wurden diese durch die damit verbundenen trockeneren Klimaverhältnisse verursacht. Die Isotopenverhältnisse des Wollnashorns stimmen mit denen der heutigen Saiga und dem Moschusochsen überein, weichen aber deutlicher vom Wollhaarmammut und den damaligen Pferden ab. Letztere beide gelten ebenfalls als Offenlandspezialisten der Mammutsteppe, die zudem über einen ähnlichen Verdauungstrakt verfügten. Wahrscheinlich entstand dies aus einer ökologischen Differenzierung in Folge stärkerer Konkurrenz zueinander. Eine vergleichbare Beziehung ist beispielsweise zwischen dem Afrikanischen Elefanten und dem Spitzmaulnashorn beziehungsweise zwischen dem Asiatischen Elefanten und dem Panzernashorn bekannt.

### Lebensweise
Das Wollnashorn erreichte ein Alter von 40 bis 45 Jahren und unterscheidet sich darin nicht von den rezenten Nashörnern. Die Individualentwicklung verlief ebenso ähnlich wie bei den heutigen Verwandten, was hauptsächlich mit Studien zum Zahnwechsel, die auf Vergleiche mit dem Breit- und Spitzmaulnashorn beruhen, nachgewiesen wurde. Demzufolge wurden für die Gliederung der Ontogenese zehn Altersstufen vorgeschlagen. Die Geschlechtsreife trat wahrscheinlich mit dem fünften Lebensjahr ein.  Ausgewachsene Wollnashörner hatten sicher keine natürlichen Feinde oder wurden nur selten von großen Beutegreifern wie dem Höhlenlöwen angegriffen. Kälber und Jungtiere waren aber einer solchen Gefahr ausgesetzt, wie es auch heute noch bei den rezenten Nashörnern der Fall ist. Einige Skelette von Jungtieren weisen im Hals- und Nackenbereich Spuren auf, die auf Bisse von großen Katzen zurückzuführen sind. Prinzipiell ließen sich anhand der Knochenüberlieferung einzelner Fundstellen drei Perioden einer höheren Sterblichkeit nachweisen, die jeweils die frühe Entwicklungsphase eines Tieres betzeffen und auf den Zeitpunkt direkt bei der Geburt, die Saugphase und den Lebensabschnitt der Trennung von Mutter und Kalb fallen. Darüber hinaus gab es aber auch noch andere Gefahren, denen das Wollnashorn gegenüberstand: Schlecht begehbares Gelände, steile oder rutschige Hänge und Ähnliches konnten zu schweren Stürzen bis hin zum Tod einzelner Individuen führen.
Ob das Wollnashorn ein Einzelgänger war, ist nicht bekannt, die meisten heutigen Nashörner sind dies. Allerdings lebt das einzige heute auf Grasnahrung spezialisierte Nashorn, das Breitmaulnashorn, in kleinen, matriarchalisch geführten Gruppenverbänden. Bullen sind dabei überwiegend Einzelgänger und leben territorial, wobei sie ihr Gebiet gegen Nahrungskonkurrenten, sowohl im intra- (die eigene Art betreffend) als auch im interspezifischen (andere Tierarten betreffend) Wettbewerb verteidigen. Einige Schädel von Wollnashörnern zeigen Verletzungen, die auf Kämpfe mit anderen Nashörnern hinweisen. So treten Durchbohrungen am Schädel, häufig am Scheitelbein, aber auch an der Orbita oder an der Maxilla auf. Teile dieser Verletzungen führten später zu Osteomyelitis oder Arthrose. Auch gebrochene und wieder verwachsene Unterkiefer sind überliefert, ebenso wie gebrochene und teils wieder verheilte Rippen, die ebenfalls auf solche Kämpfe schließen lassen. In der Regel verliefen die Verletzungen durch Ritual- oder Territorialkämpfe nicht tödlich, und die meisten Wollnashörner regenerierten offenbar wieder. Die relative Häufigkeit solcher Kampfverletzungen im Vergleich zu den rezenten Nashörnern wird auf die sich rasch ändernden Klimabedingungen während der letzten Kaltzeit zurückgeführt, wobei das Wollnashorn einer erhöhten Stresssituation in der Konkurrenz mit anderen großen und mittelgroßen Herbivoren der Mammutsteppe ausgesetzt war. Abseits von solchen Verletzungen wurden beim Wollnashorn auch Osteome beobachtet, ebenso wie Zahnanomalien in Form von überzähligen Prämolaren und Molaren oder das Auftreten der genetisch bedingten angeborenen Zahnschmelzhypoplasie.

## Wollnashorn und Mensch

### Das Wollnashorn als Nahrungs- und Rohstofflieferant
Direkte Hinweise zur Jagd des frühen Menschen auf das Wollnashorn, vergleichbar beim Wildpferd mit den Schöninger Speeren und beim Europäischen Waldelefanten mit der Lanze von Lehringen, sind bisher nicht bekannt. Die Fundstellenanzahl des gemeinsamen Auftretens von Mensch und Wollnashorn ist zwar relativ hoch, doch ist eine zusammengehörige Ablagerung nicht immer gewährleistet. Höhlen beispielsweise, in denen das Wollnashorn häufig gefunden wird, so die Bocksteinhöhle (Baden-Württemberg) oder die Kůlna-Höhle (Tschechien), die aber nicht das natürliche Habitat widerspiegeln, nutzten neben dem Menschen auch andere, häufig große Beutegreifer, etwa Hyänen, die ebenfalls als Verbringer solcher Reste in Frage kommen. An vielen Fundstellen kommen zudem meist nur einzelne Zähne oder Knochenfragmente vom Wollnashorn vor, die selten mehr als einem Individuum zuzuordnen sind. Manipulationsspuren an den Knochen durch den Menschen sind aber ein sicheres Indiz für die Nutzung des Wollnashorns durch frühmenschliche Jäger- und Sammlergruppen, seien die Rohstoffe durch aktive Jagd oder durch Sammeln an Sterbeplätzen der Tiere erbeutet worden.
Frühe gemeinsame Vorkommen von menschlichen Hinterlassenschaften und Wollnashornresten in Europa sind Markkleeberg (Sachsen), oder Romain-la-Roche (Frankreich) aus der Saale-Kaltzeit. Derartig frühe Fundstellen sind aber relativ selten und stellen häufig natürliche und somit zufällige Assoziationen dar. Erst mit der Weichsel-Kaltzeit nimmt die Anzahl der gemeinsamen Fundplätze rasch zu. Aber an nur wenigen dieser Fundstellen aus der Frühphase des letzten Vereisungszyklus, die allgemein dem späten Mittelpaläolithikum zugeordnet werden und dessen Träger der Neandertaler war, treten deutlich künstlich zerschlagene Nashornknochen mit markanten Hiebspuren auf, unter anderem in der Gudenushöhle (Österreich) oder an der Freilandstation Königsaue (Sachsen-Anhalt). Dieses Aufschlagen von Knochen steht zum Teil mit dem Nahrungserwerb in Verbindung, um an das energiereiche Knochenmark zu gelangen. Andererseits zerschlug der frühe Mensch auch Tierknochen und überarbeitete diese, um sie später als Werkzeuge oder Waffen zu gebrauchen, was mit der in dieser Zeit aufkommenden stärkeren Nutzung organischer Rohstoffe wie Knochen, Geweih oder Elfenbein zur Herstellung von Geräten einhergeht. So wurde zum Beispiel in Zwoleń (Polen) das zerschlagene Becken eines Wollnashorns zu einem Gerät überarbeitet.
Im darauffolgenden Jungpaläolithikum, verbunden mit dem ersten Auftreten des anatomisch modernen Menschen (Homo sapiens) in Europa, sind auch nur wenige Fundstellen für die Nutzung des Wollnashorns als Rohstoffquelle bekannt, obwohl diese Zeit geprägt ist durch zahlreiche Innovationen auf dem Gebiet der Werkzeugherstellung oder der Techniken der Jagdwaffen und dabei im zunehmenden Maße und wesentlich häufiger als vorher organisches Rohmaterial verwendet wurde. Vergleichsweise häufig finden sich Nashornreste im frühen Abschnitt der jüngeren Altsteinzeit, dem Aurignacien. So sind in der Vogelherdhöhle (Baden-Württemberg) mindestens 124 Knochenreste von wenigstens zwölf Wollnashorn-Individuen überliefert, wobei auch hier diskutiert wird, ob diese Knochenfunde auf eine aktive Bejagung zurückgehen oder Reste der Rohstoffverwertung darstellen.
Nach dem Rückzug der Inlandgletscher, die vor 20.000 bis 16.000 Jahren ihre maximale Ausdehnung erreichten, und der zunehmenden Wiederbesiedlung des nordalpinen Europas durch Träger des Magdalenien im späten Jungpaläolithikum spielt das Wollnashorn nur noch eine geringe Rolle in der Subsistenz. Dies hängt mit der nun relativen Seltenheit und dem recht schnellen späteren Verschwinden dieser Tierart in Europa zusammen. Reste des Wollnashorns werden daher nur noch in wenigen Fällen gefunden, wie zum Beispiel in Gönnersdorf (Rheinland-Pfalz).

### Das Wollnashorn in der jungpaläolithischen Kunst

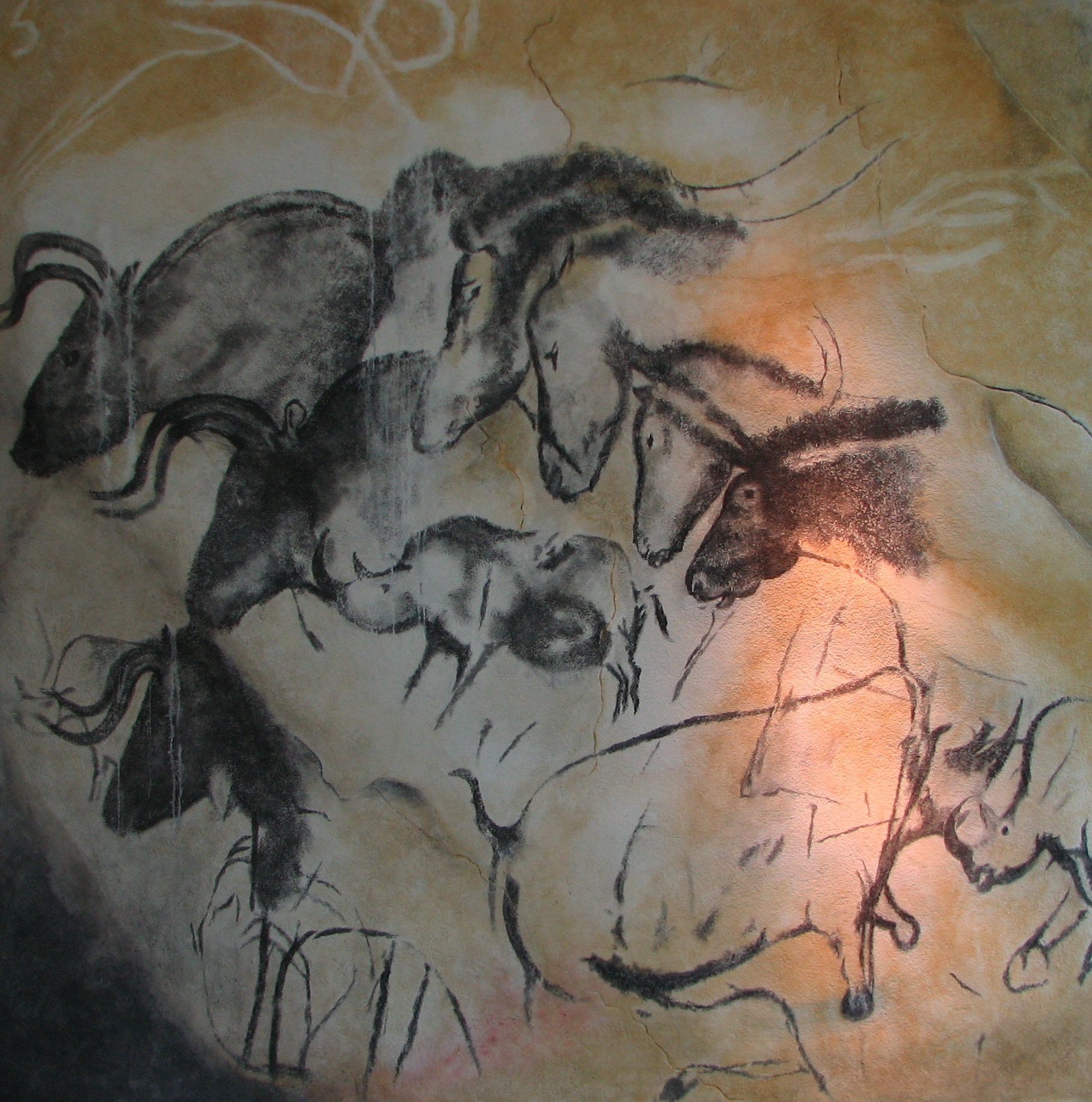
Teil des „Panneau der Pferde“ aus der Chauvet-Höhle (Replik). Ca. 31.000 BP, eventuell Aurignacien. Neben den Pferden sind außerdem drei Nashörner, zwei sich scheinbar gegenüberstehend – aber wohl ohne Bezug zueinander –, und drei Auerochsen dargestellt.

Trotz der relativ seltenen Nachweise der Nutzung des Wollnashorns durch Jäger-Sammler-Gruppen muss dieses imposante Tier Eindruck auf die damaligen Menschen vor allem des Jungpaläolithikums gemacht haben, wie Darstellungen dieses Tieres in der nun aufkommenden Höhlen- und mobilen Kunst zeigen. Die Wiedergabe des Wollnashorns erfolgt in – häufig linker – Seitendarstellung und zeichnet nicht nur die charakteristische Rückenlinie mit dem hohen Nackenbuckel nach, wie sie auch anhand der mumifizierten Kadaver bewiesen ist, sondern gibt auch die tiefe Haltung des Kopfes wieder. Darüber hinaus finden sich auch die Darstellungen der Ohren und vor allem der langen Hörner; in einigen Fällen ist auch das Fell angedeutet. Die teils sehr realitätsnahen Zeichnungen und Gravuren geben neben den biologischen Untersuchungen einen tiefen Einblick in das Aussehen dieser pleistozänen Tierart.
Zu den frühesten Abbildungen zählen jene aus der Grotte Chauvet (Frankreich), die mit einem Alter von mehr als 31.000 Jahren wohl dem Aurignacien angehören. Auf mehreren Paneelen sind allein hier 47 Darstellungen bekannt, rund ein Viertel aller Tierzeichnungen der Höhle. Sie sind abwechselnd in roter oder schwarzer Farbe gezeichnet, aber auch als Gravur dargestellt. Hervorzuheben sind die Zeichnungen zweier sich gegenüberstehender Nashörner – einer sehr seltenen Szenerie in der jungpaläolithischen Kunst – im Panneau der Pferde oder jene von vier einander folgenden Tieren im Panneau der Handpositive. Wiederholende Merkmale der Darstellungen sind durch zwei Bogenlinien angedeutete Ohren oder ein den Körper teilendes schwarzes Band. Herauszustellen ist die häufige Darstellung überlanger Hörner.
Weitere bemerkenswerte Darstellungen sind jene aus der Höhle von Rouffignac, welche die Tiere offenbar weidend wiedergeben, eine von Font-de-Gaume mit auffällig höherer Kopfhaltung, was eine eher aufmerksame Stellung annehmen lässt, oder eine aus schwarzen Pigmenten bestehende, sehr realitätsnahe im Schacht des toten Mannes in der Höhle von Lascaux (alle Frankreich). Auch in anderen Höhlen im Bereich der Frankokantabrischen Höhlenkunst sind Wollnashörner dargestellt, etwa La Colombière, Les Rebières und Les Combarelles (alle Frankreich) sowie El Castillo (Spanien). Trotz der zahlreichen bekannten Höhlenzeichnungen des Wollnashorns ist dieses mit nur rund 1 % aller Tierzeichnungen in Höhlen vergleichsweise selten dargestellt. Außerhalb der Höhlen Frankokantabriens sind die mit roten Pigmenten ausgeführten Zeichnungen von Wollnashörnern aus der Höhle von Kapova (Ural, Russland) bekannt, die dem späten Jungpaläolithikum zuzuordnen sind.
Neben Höhlenmalereien wurde das Wollnashorn auch mehrfach in der mobilen Kleinkunst des – häufig späten – Jungpaläolithikums dargestellt. Besonders aufschlussreiche Darstellungen stammen aus der Freilandstation Gönnersdorf (Rheinland-Pfalz) und sind auf Schieferplatten eingraviert. Mindestens zehn Abbildungen dieser Tierart sind von hier bekannt, bleiben aber zahlenmäßig weit hinter denen von Pferd und Mammut zurück. Weitere Nashorndarstellungen stammen von der Teufelsbrücke bei Saalfeld und von der Kniegrotte bei Döbritz (beide Thüringen); erstere wurde ebenfalls in ein Tonschiefergeröll eingeritzt, letztere befindet sich auf einem Rengeweihstück. Eine sehr seltene Wollnashornstatuette aus Ton fand sich in Dolní Věstonice in Mähren.

## Stammesgeschichte

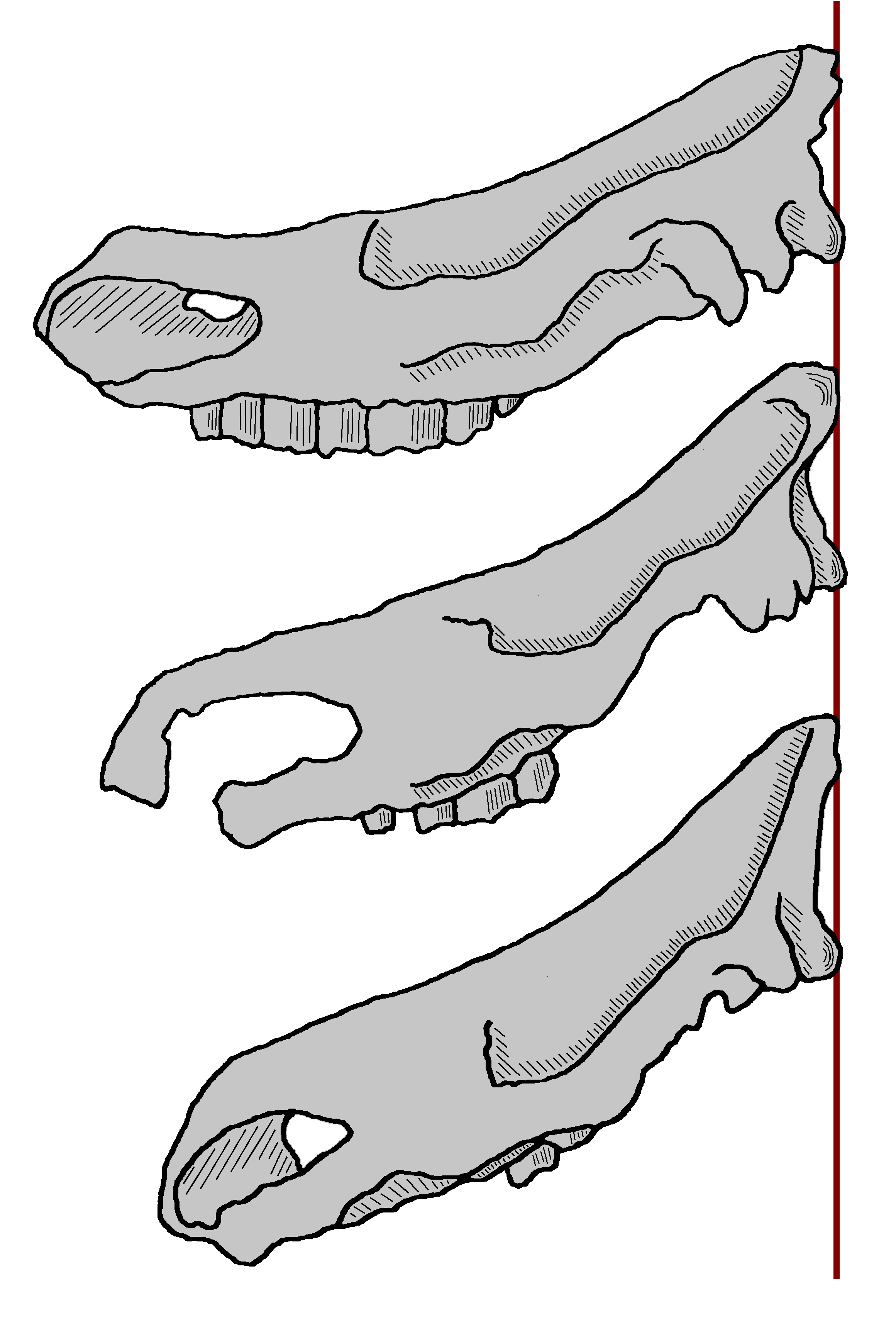
Schematische Darstellung der Änderung der Kopfhaltung des Wollnashorns während seiner Evolution, oben: Coelodonta nihowanensis, Mitte: Coelodonta tologoijensis, unten Coelodonta antiquitatis

Die Gattung Coelodonta entwickelte sich in Ostasien. Der älteste bekannte Vertreter, Coelodonta thibetana, lebte im mittleren Pliozän vor 3,7 Millionen Jahren im Hochland von Tibet. Coelodonta nihowanensis als nächstjüngerer Vertreter stammt aus dem Raum Mongolei und Nordchina und ist rund 2,16 bis 2,55 Millionen Jahre alt; bedeutende Fundstellen sind hier Longdan und Shitougu (beide Provinz Gansu, China). Beide Arten waren im Vergleich zum späteren Wollnashorn noch relativ kleine Nashörner mit schlankem Körperbau und einem Körpergewicht zwischen 1,5 und 1,7 t. Ihr Auftreten geht mit einem zunehmend trockenen Klima im östlichen Asien einher, was zumindest bei Coelodonta nihowanensis durch die gleichzeitige Entstehung äolischer Lössablagerungen in der Region angezeigt wird. Die bisher jüngsten Funde von Coelodonta nihowanensis sind etwa 1 Million Jahre alt. Aus diesem entwickelte sich Coelodonta tologoijensis, welches erstmals in rund 750.000 Jahre alten Ablagerungen in Tologoj am Fluss Selenga (Burjatien, Russland) nachgewiesen ist. Auch dieses ist im Vergleich zum späteren Wollnashorn noch wesentlich graziler und zeigt schlankere und längere Gliedmaßen bei einem vermuteten Gewicht von rund 2 t. Außerdem sind die Zähne weniger hochkronig und das Hinterhaupt nicht so stark verlängert. Frühmittelpleistozäne Funde aus dem Kusnezker Becken zeigen eine erste Westwärtsbewegung der Gattung Coelodonta an, eine erste Nordexpansion bis an die Lena erfolgt etwas nach 600.000 Jahren vor heute. Bereits vor mehr als 500.000 Jahren sind erste Nachweise von Coelodonta antiquitatis im östlichen Asien überliefert. Verbunden mit der Entwicklung der Gattung Coelodonta ist nicht nur die allmähliche Körpergrößenzunahme anatomischen Veränderungen, sondern auch die Anpassung an eine spezialisierte Ernährungsweise. So zeigen Isotopenuntersuchungen an Resten von Coelodonta nihowanensis, dass diese Form noch eine recht variantenreiche Ernährungsweise verfolgte, was einhergeht mit der vergleichsweise großen Verbreitung und den unterschiedlichen genutzten Lebensräumen. Angenommen wird dies auch für Coelodonta tologoijensis. Das Wollnashorn trat zumindest in seiner klassischen nordeurasischen Verbreitung als weitgehend reiner Grasfresser mit allen dafür erforderlichen Körperbaumerkmalen auf, konnte sich jedoch in seinen südlichen Verbreitungsgebieten auch flexibler verhalten.
Zwischen dem ersten Auftreten der frühen Coelodonta-Arten in Ost- und Zentralasien und dem frühesten Erscheinen des Wollnashorns im westlichen Eurasien im Mittelpleistozän vor rund 400.000 Jahren klafft eine beträchtliche zeitliche sowie auch räumliche Lücke. Die frühesten europäischen Funde sind elsterkaltzeitlichen Alters und stammen aus Brașov (Rumänien) und Mitteldeutschland, hauptsächlich aus der Region um den Harz. Die Funde werden überwiegend dem klassischen Wollnashorn Coelodonta antiquitatis zugewiesen, das Material aus dieser Zeit ist jedoch spärlich und beschränkt sich auf einzelne Zahnreste und Knochenfragmente; lediglich ein fast vollständiger Schädel liegt aus Bad Frankenhausen (Thüringen) vor, der noch ein relativ kurzes Hinterhaupt aufweist. Erst aus der folgenden Saale-Kaltzeit sind deutlich mehr Fossilien überliefert. Hervorzuheben sind hier die Funde von La Fage und Romain-la-Roche (beide Frankreich). Letztere Fundstelle enthielt rund 225 Nashorn-Reste von neun Individuen, die der ausgehenden Saalekaltzeit angehören.
Aus Sicht der Forschungsgeschichte waren zwischen den älteren spätmittelpleistozänen und den späteren jungpleistozänen Vertretern der europäischen Wollnashornfunde schon früh Unterschiede herausgearbeitet worden. Diese betreffen vor allem den Grad der Robustizität sowohl des Körpers als auch der Gliedmaßen und die Länge des Hinterhauptes, welche alle mit der Zeit zunahmen. Dies gab Claude Guérin Anlass, im Jahr 1980 eine Untergliederung in zwei Unterarten vorzunehmen, wobei Coelodonta antiquitatis praecursor die mittelpleistozäne grazilere und Coelodonta antiquitatis antiquitatis die jungpleistozäne robustere Form darstellen. Neuere Forschungen möchten die ältere Unterart eher einer späten Form von Coelodonta tologoijensis zuweisen und nur die jungpleistozänen Funde der Weichsel-Kaltzeit als klassisches Wollnashorn Coelodonta antiquitatis ansehen. Diese Interpretation ist aber umstritten. Eine ähnlich motivierte Teilung in zwei Unterarten wie im westlichen Europa wurde in Russland Ende der 1960er Jahre anhand jakutischer Funde durchgeführt und das ältere Coelodonta antiquitatis jacuticus von dem jüngeren Coelodonta antiquitatis humilis abgesetzt; diese Gliederung wird aber aufgrund von Problemen in der taxonomischen Benennung kaum verwendet. Allerdings kam es gemäß Untersuchungen aus dem Jahr 2023 nach der Einwanderung des Wollnashorns in das westliche Eurasien zu einer genetischen Separierung von den Artgenossen aus dem östlichen Teil des Großkontinentes.
Stammesgeschichtlich lässt sich das Wollnashorn nach jetzigem Stand aus den frühesten Coelodonta-Funden in Ostasien herleiten. Dabei entwickelte es sich von einer relativ kleinen und schlanken Nashornart zu einer großen robusten. Einhergehend damit sind skelettmorphologische Veränderungen am Schädel, wie die allmähliche Verlängerung des Hinterhauptes und der damit verbundenen Absenkung des Kopfes, verbunden mit einer Verschlankung des Schädels. Durch die Verlagerung der Augen in den hinteren Schädelbereich konnte das Wollnashorn bei der tiefen Kopfhaltung nach vorn schauen. Weiterhin kam es zu einer Zunahme der Kronenhöhe der Zähne mit einer gleichzeitigen Erhöhung des Zementanteils und einer stärkeren Ausprägung des Nasenbereiches, was wohl zu einer Größenzunahme des Hornes führte. Bezogen auf den Bewegungsapparat, ist eine Entwicklung von im Verhältnis zum Körper langen schmalen Gliedmaßen zu kurzen breiten mit kräftigen Muskeln erkennbar, was als fortschreitende Anpassung an das Leben in offenen Landschaften anzusehen ist. Die evolutiven Veränderungen von Coelodonta nihowanensis über Coelodonta tologoijensis zu Coelodonta antiquitatis, welche mit der typischen Ausprägung des Wollnashorns in der Weichsel-Kaltzeit ihren Höhepunkt fanden, werden dabei als graduell angesehen.
Das Wollnashorn starb am Ende der letzten Kaltzeit im Rahmen der Quartären Aussterbewelle aus. Auf den Britischen Inseln lassen sich die letzten Vertreter dieser Tierart vor ca. 35.000 Jahren nachweisen. Aus Kontinentaleuropa verschwand sie wohl vor rund 14.000 Jahren während der Älteren Dryas. Zu den jüngsten Datierungen gehören jene aus Gönnersdorf, die bei 16.640 bis 15.800 Jahren vor heute liegen, nur wenig älter sind die Funde von Vaumarcus (Schweiz). Im Gebiet des Urals und Westsibiriens scheint das Wollnashorn noch bis in die Jüngere Dryaszeit überlebt zu haben, da aus Lugowskoi (etwa 30 km westlich von Chanty-Mansijsk) Daten mit 13.200 bis 11.990 Jahren vor heute angegeben werden. Für das östliche Sibirien belaufen sich die jüngsten Daten für das Wollnashorn auf einen Zeitraum um 18.480 bis 15.340 Jahren vor heute. Jüngere Funde wurden aus Ostasien gemeldet – so liegt beispielsweise eine Datierung bei 7.400 Jahren vor heute. Diese Datierungen werden einerseits aufgrund von Problemen in der Datierungsmethodik abgelehnt, andererseits wurde hier im Gegensatz zu westeurasischen Funden bisher kein Fossil direkt datiert. Neben den eigentlichen Fossilresten lässt sich das Wollnashorn anhand sogenannter Umwelt-DNA, entnommen aus Bodenproben, zumindest in der nordöstlichen Kolyma-Region noch bis um 9800 Jahre vor heute genetisch belegen.
Es ist in der Wissenschaft umstritten, ob Klimaveränderungen, Jagd durch den jung- und spätpaläolithischen Menschen oder beides für das Aussterben des Wollnashorns verantwortlich war. Genetische Untersuchungen aus dem Jahr 2020 an mehr als einem Dutzend sibirischen Wollnashörnern zeigen, dass die dortige Population einem kontinuierlichen Rückgang seit der Eem-Warmzeit durchlebte, vor rund 29.500 Jahren, also kurz vor dem Vereisungshöhepunkt der letzten Kaltzeit, aber einen deutlich Anstieg erfuhr und über die nächsten 13.000 Jahre relativ stabil blieb. In diesem Zeitraum vor dem unmittelbaren Verschwinden der Art ist keine Abnahme der genetischen Diversität oder ein stärkerer Inzest verursacht durch einen potentiellen Bestandsrückgang zu verzeichnen, anders als etwa bei den Wollhaarmammuten der Wrangel-Insel kurz vor ihrem Aussterben belegt. Dadurch lässt sich auch kein größerer Druck auf die Population nachweisen, der beispielsweise auf eine intensivere Jagd seitens des Menschen deuten würde. Das letztendliche Erlöschen der Art erklären die Autoren der Studie mit den rapiden Klimaveränderungen am Ausgang der letzten Kaltzeit, die vor etwa 16.000 Jahren einsetzten. Im Bølling- und Allerød-Interstadial führten diese zu einer zunehmenden Ausbreitung von Waldhabitaten einhergehend mit dem Rückgang offener Graslandschaften als primären Lebensraum des Wollnashorns. Verbunden mit dem nun unter feuchteren Klimabedingungen häufigeren Schneefall könnte dies die Nahrungsgrundlagen des Wollnashorns stark beeinträchtigt haben und somit einer der Hauptfaktoren für das Aussterben der Art gewesen sein.

## Systematik

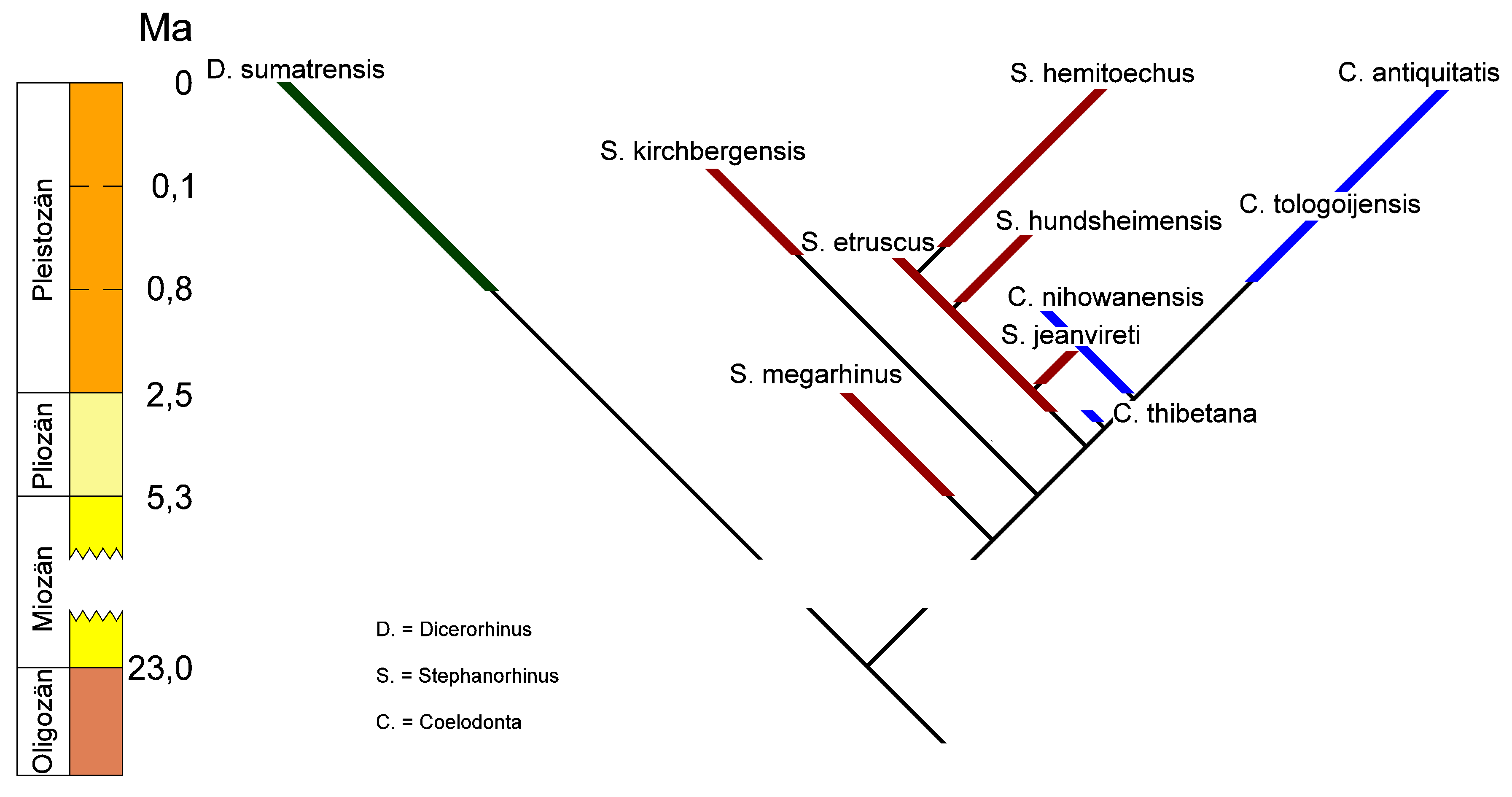
Verwandtschaftsverhältnis des Wollnashorns zu anderen Vertretern der Dicerorhinina. Dargestellt sind neben den Vertretern der Gattung Coelodonta das Sumatra-Nashorn und die westeurasischen Vertreter der Stephanorhinus-Linie.

Das Wollnashorn ist eine Art aus der Gattung Coelodonta innerhalb der Familie der Nashörner (Rhinocerotidae), die gegenwärtig fünf rezente Vertreter in Afrika und Asien einschließt. Aufgrund der endemischen Verbreitung des Wollnashorns in Eurasien und einzelner anatomischer Übereinstimmungen wurde schon früh eine eher nähere Verwandtschaft mit den asiatischen als mit den afrikanischen Nashörnern vermutet. Molekulargenetische Untersuchungen der mitochondrialen DNA von Wollnashörnern aus der Grotte Scladina in Belgien ergaben, dass diese Tierart mit dem Sumatra-Nashorn am nächsten verwandt ist, was sich auch durch nachfolgende Untersuchungen bestätigen ließ. Demnach kann die ausgestorbene Form in die Untertribus der Dicerorhinina gestellt werden, einer Gruppe von zweihörnigen Nashörnern. Beide Linien trennten sich laut den genetischen Daten im Oberen Oligozän oder Unteren Miozän vor rund 21 bis 26 Millionen Jahren, wobei einzelne Untersuchungen auch von einem deutlich jüngeren, teilweise nur rund 5 Millionen Jahre zurückreichenden Zeitpunkt ausgehen. Diesen verschiedenen Untersuchungen zufolge spaltete sich der gemeinsame Vorfahre der Dicerorhinina und der Rhinocerotina, zu denen das Indische Panzernashorn (Rhinoceros unicornis) und das Java-Nashorn (Rhinoceros sondaicus) gehören, bereits vor 15,6 bis  29 Millionen Jahren von den afrikanischen Nashörnern ab.
Neben den Gattungen Coelodonta und Dicerorhinus gehört zusätzlich Stephanorhinus (vereinzelt auch Brandtorhinus genannt) zu den Dicerorhinina, dessen beide letzten Vertreter, das Waldnashorn (Stephanorhinus kirchbergensis) und das Steppennashorn (Stephanorhinus hemitoechus), ebenfalls im Mittel- und Jungpleistozän, aber in unterschiedlichen Biotopen im nördlichen Eurasien lebten. Dabei sind Coelodonta und Stephanorhinus aus anatomischer Sicht näher miteinander verwandt als mit anderen Gattungen und bilden eine Klade; häufig wird auch von einer Coelodonta-Stephanorhinus-Gruppe gesprochen. Ein Hauptargument dafür ist die Verknöcherung der Nasenscheidewand, die so nur bei diesen beiden Gattungen auftritt. Diese Verknöcherungen beginnen evolutiv schon relativ früh bei den Stephanorhinus-Formen und schreiten über das Waldnashorn zum Steppennashorn immer weiter fort, bis sie schließlich ihren Höhepunkt beim Wollnashorn erreichen. Eine weitere Gemeinsamkeit von Coelodonta und Stephanorhinus ist das Fehlen der Schneidezähne im Dauergebiss, während sie rudimentär im Milchgebiss ausgebildet sind. Dicerorhinus dagegen besitzt permanente Schneidezähne, wenn auch in reduzierter Anzahl. Deshalb plädieren einige Forscher dafür, die Gattungen Stephanorhinus und Coelodonta zusammenzuführen. Es wird jedoch häufig darauf hingewiesen, dass beide als eigenständige Gattungen beschrieben wurden. Molekulargenetische Analysen und Proteinsequenzuntersuchungen bestätigen die nahe Verwandtschaft der drei Gattungen. Eine im Jahr 2019 veröffentlichte biochemische Untersuchung an Zahnfundmaterial aus der gut 1,8 Millionen Jahre alten Fundstätte von Dmanissi kommt zu dem Schluss, dass Stephanorhinus im Bezug auf Coelodonta polyphyletisch ist, was die Vereinigung beider Gattungen befürworten würde. Sowohl Coelodonta als auch Stephanorhinus lassen sich demnach auf einen gemeinsamen Vorfahren zurückführen. Letztere Gattung ist wenigstens seit dem ausgehenden Miozän im westlichen Eurasien belegt, erstere bildete sich im Pliozän im östlichen Eurasien heraus.

## Forschungsgeschichte

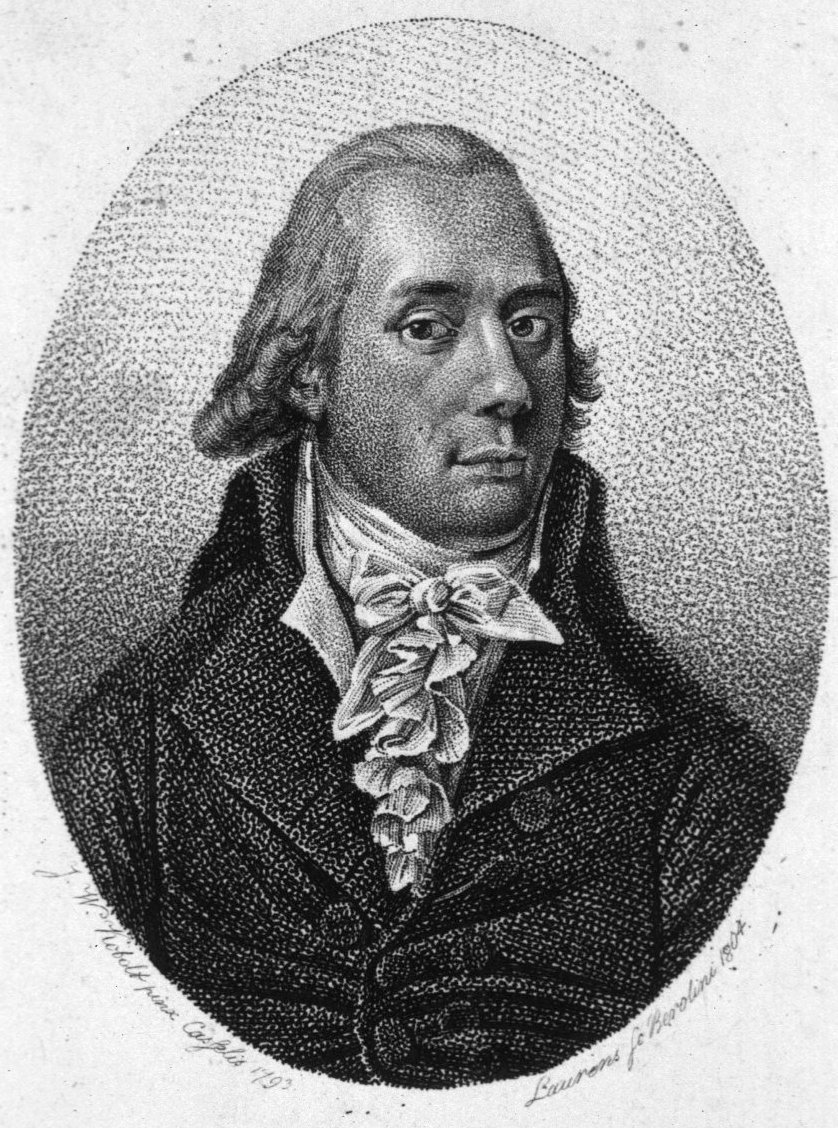
Johann Friedrich Blumenbach

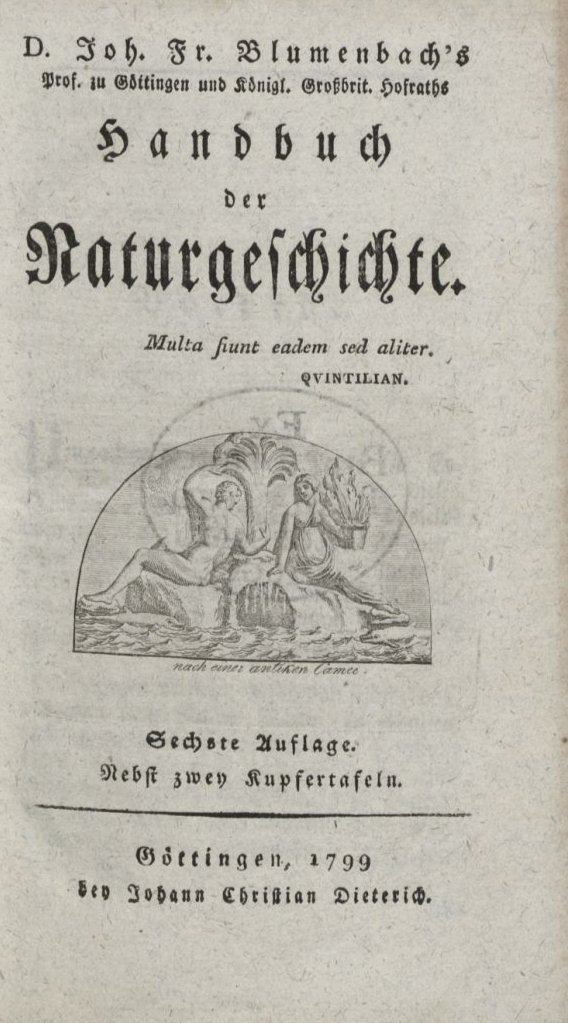
Das Handbuch der Naturgeschichte von Johann Friedrich Blumenbach aus dem Jahr 1799 (6. Ausgabe) mit der Erstbeschreibung des Wollnashorns

Eine der frühesten wissenschaftlichen Erwähnungen einer einst im nördlichen Eurasien lebenden Nashornart erfolgte 1769, als der deutsche Naturforscher Peter Simon Pallas (1741–1811) einen Bericht über seine Expeditionen nach Sibirien verfasste und dabei einen aufgefundenen Schädel und zwei Hörner einer solchen Tierart aus dem dortigen Permafrost erwähnte. Von ihm stammte auch die bereits 1772 eingeführte Bezeichnung Rhinoceros lenenesis, wobei den zur Namensgebung führenden Untersuchungen mehrere Skelettfunde aus Sibirien inklusive der 1771 entdeckten Eismumie vom Wiljui-Fluss zu Grunde lagen. Dieser wissenschaftliche Name ist heute weitgehend nicht mehr in Gebrauch, gelegentlich benutzten ihn einige russische Forscher in jüngerer Zeit für jakutische Funde, was aber allgemein nicht akzeptiert wird. Nur wenige Jahre später, 1782, bestimmte Johann Heinrich Merck (1741–1791) erstmals fossile Nashornfunde aus Deutschland, so unter anderem aus dem Odenwald. Die heute gültige wissenschaftliche Erstbeschreibung, damals unter dem Namen Rhinoceros antiquitatis, erfolgte 1799 vom deutschen Zoologen und Anthropologen Johann Friedrich Blumenbach (1752–1840). Der Syntypus umfasst vor allem Funde aus der Umgebung von Göttingen in Niedersachsen. Dazu zählen ein unvollständiger Oberarm aus Scharzfeld und mehrere Knochen (unter anderem ein Hinterhaupt, ein zweiter Halswirbel und mehrere Langknochen) sowie Zähne (zwei Prämolaren) aus der Gipskarstlandschaft Hainholz bei Düna (Osterode am Harz), die alle Mitte des 18. Jahrhunderts entdeckt wurden. Darüber hinaus schließt der Syntypus auch einen fragmentierten Schädel aus dem ehemaligen Gouvernement Ufa (Russland) ein, den der Baron Georg Thomas von Asch (rus. Егор Фёдорович Аш, Jegor Fjodorowitsch Asch; 1729–1807) etwa 1790 der Universität Göttingen ausgehändigt hatte und der erst 2005 wiederentdeckt wurde.
Vom deutschen Paläontologen Johann Gotthelf Fischer von Waldheim (1771–1853) stammt die Bezeichnung Rhinoceros tichorhinus, wobei sich der Artname auf die charakteristische, völlig verknöcherte Nasenscheidewand bezieht. Tichorhinus wurde später gelegentlich auch als Gattungsname verwendet, hat aber ebenso keine Gültigkeit. Der anerkannte Gattungsname Coelodonta hingegen wurde 1831 vom deutschen Geologen Heinrich Georg Bronn (1800–1862) etabliert. Die heute gültige Bezeichnung Coelodonta antiquitatis kam erstmals während der 1930er Jahre auf. Der Gattungsname Coelodonta rührt dabei von den griechischen Wörtern κοιλία (koilía ‚Höhle‘) und ὀδούς (odoús ‚Zahn‘) her und bezieht sich auf die charakteristische Eintiefung in der Mitte der Backenzähne, während antiquus lateinischen Ursprungs ist und „alt“ bedeutet.
Während der Erforschung des Wollnashorns wurden unterschiedliche wissenschaftliche Namen für diese Tierart gebraucht:
- Rhinoceros lenensis Pallas 1773
- Rhinoceros antiquitatis Blumenbach 1799
- Rhinoceros tichorhinus Fischer 1814
- Rhinoceros Pallasi Desmarest 1822
- Coelodonta bojei Bronn 1831
- Rhinoceros tichorhinus Cuvier 1834–1836
- Rhinoceros tichorhinus Brandt 1849
- Rhinoceros tichorhinus Giebel 1851
- Rhinoceros antiquitatis Falconer 1868
- Rhinoceros jourdani Lortet und Chantre 1876
- Rhinoceros (Tichorhinus) antiquitatis Brandt 1877
- Rhinoceros Mercki Schrenck 1880
- Rhinoceros antiquitatis tichorhinus Niezabitowski 1914
- Tichorhinus antiquitatis (= tichorhinus) Wüst 1922
- Rhinoceros antiquitatis Hilzheimer 1924
- Tichorhinus antiquitatis Zeuner 1934

Coelodonta tologoijensis wurde erstmals 1966 von E. I. Beliajewa anhand von Funden vom Tologoj-Berg an der Selenga in der Region Transbaikalien (Russland) beschrieben. Den Namen Coelodonta nihowanensis dagegen führte der deutsche Paläontologe Hans-Dietrich Kahlke 1967 an Funden aus dem Nihewan-Becken (Provinz Hebei, China) ein, ohne dass diese Bezeichnung anerkannt wurde, das Gleiche gilt für die von Chow B. S. 1978 erfolgte homonyme Benennung. Jedoch wurde später darauf hingewiesen, dass die Erstbeschreibung dieser Art unter Einhaltung der nomenklatorischen Regeln erfolgt war. Momentan gilt diese Artbezeichnung als Nomen nudum. Die Erstbeschreibung von Coelodonta thibetana erschien 2011 unter Berufung auf einen nahezu vollständigen Schädel aus Tibet.

## Kulturgeschichte
Funde eiszeitlicher Großsäuger regten in früheren Zeiten häufig die Phantasie der Menschen an, wie die Verwendung sogenannter Drachenknochen, zu Pulver zermahlen als medizinisches Allheilmittel in Ostasien angesehen, oder wie die Interpretation der Schädel von Zwergelefanten auf den östlichen Mittelmeerinseln als Reste von Zyklopen der griechischen Mythologie zeigen. Im sibirischen Permafrost liegende Nashornreste waren den einheimischen Völkern Jakutiens schon lange bekannt. Bis ins 19. Jahrhundert verwendeten sie das fossile Horn des Wollnashorns dazu, die Elastizität ihrer Jagdbögen zu verbessern. Darüber hinaus interpretierten sie die Hörner, aufgrund des flachen Querschnittes und der gebogenen Form, als Krallen eines riesigen Vogels. Der Zoologe G. Fischer von Waldheim verband diese sibirischen Legenden mit den antiken Geschichten um den Greif, der nach Herodot als Adler-Löwe-Mischwesen im Norden zwischen den Skythen und den mythischen Hyperboräern lebte. Nach Meinung Fischers war der Ursprung diese Legende im Raum des Urals zu finden. Bereits 1823 hatten diese Berichte den deutschen Naturforscher Gotthilf Heinrich von Schubert (1780–1860) dazu veranlasst, den Namen Gryphus antiquitatis für diesen vermeintlichen „fossilen Greif“ einzuführen.
Auch in Europa wurden schon sehr früh Fossilien des Wollnashorns gefunden, so zum Beispiel kam 1335 im Zollfeld bei Klagenfurt ein Nashorn-Schädel zum Vorschein. Dieser diente rund 250 Jahre später dem Bildhauer Ulrich Vogelsang als Vorbild für den Kopf des Drachens, den er am Lindwurmbrunnen in Klagenfurt gestalten sollte.